# Draža Mihailović
Dragoljub "Draža" Mihailović (em sérvio:  Драгољуб Дража Михаиловић; Ivanjica, 27 de abril de 1893 – Belgrado, 17 de julho de 1946) foi um general sérvio-iugoslavo durante a Segunda Guerra Mundial. Ele era o líder dos Destacamentos Chetnik do Exército Iugoslavo (Chetniks), um movimento monarquista, nacionalista e uma força de guerrilha estabelecido após a invasão alemã da Iugoslávia em 1941.
Nascido em Ivanjica e criado em Belgrado, Mihailović lutou com distinção nas Guerras dos Balcãs e na Primeira Guerra Mundial. Após a queda da Iugoslávia em abril de 1941, Mihailović organizou os Chetniks em Ravna Gora e se envolveu na guerra de guerrilha ao lado dos guerrilheiros de Josip Broz Tito contra as forças de ocupação alemãs. Estratégias opostas, diferenças ideológicas e desconfiança geral separaram-nos e, no final de 1941, os dois grupos estavam em conflito aberto. Muitos grupos Chetnik colaboraram ou estabeleceram modus vivendi com as potências do Eixo, o que, juntamente com a frustração britânica com a inação de Mihailović, levou os Aliados a transferirem o seu apoio para Tito em 1944. O próprio Mihailović colaborou com os colaboradores fascistas Milan Nedić e Dimitrije Ljotić no final da guerra.
Mihailović escondeu-se após a guerra, mas foi capturado em março de 1946. Ele foi julgado e condenado por alta traição e crimes de guerra pelas autoridades comunistas da República Socialista Federativa da Iugoslávia e executado por um pelotão de fuzilamento em Belgrado em julho. A natureza e a extensão da sua responsabilidade pela colaboração e pelos massacres étnicos permanecem controversas. Em maio de 2015, o veredicto de Mihailović foi anulado em recurso do Supremo Tribunal de Cassação da Sérvia, citando o seu julgamento e condenação como motivados política e ideologicamente.

## Juventude e Carreira Militar
Dragoljub "Draža" Mihailović nasceu em 27 de abril de 1893 em Ivanjica, Reino da Sérvia, filho de Mihailo e Smiljana Mihailović (nascida Petrović).  Seu pai era escrivão. Órfão aos sete anos de idade, Mihailović foi criado pelo tio paterno em Belgrado.  Como ambos os seus tios eram oficiais militares, o próprio Mihailović ingressou na Academia Militar da Sérvia em outubro de 1910. Ele lutou como cadete no Exército Sérvio durante as Guerras Balcânicas de 1912–13 e foi premiado com a Medalha de Prata de Valor no final da Primeira Guerra Balcânica, em maio de 1913.  No final da Segunda Guerra Balcânica, durante o qual liderou operações principalmente ao longo da fronteira com a Albânia, recebeu o posto de segundo-tenente como o melhor soldado de sua classe, classificado em sexto lugar na academia militar sérvia.  Ele serviu na Primeira Guerra Mundial e esteve envolvido na retirada do Exército Sérvio através da Albânia em 1915. Mais tarde, recebeu várias condecorações pelos seus feitos na Frente da Macedônia. Após a guerra, tornou-se membro da Guarda Real do Reino dos Sérvios, Croatas e Eslovenos, mas teve de deixar o cargo em 1920, após participar numa discussão pública entre simpatizantes comunistas e nacionalistas. Ele foi posteriormente estacionado em Skopje. Em 1921, foi admitido na Academia Militar Superior de Belgrado. Em 1923, terminados os estudos, foi promovido a auxiliar do Estado-Maior, juntamente com os outros quinze melhores ex-alunos da sua promoção.  Ele foi promovido ao posto de tenente-coronel em 1930. Nesse mesmo ano, passou três meses em Paris, frequentando aulas na École spéciale militaire de Saint-Cyr. Alguns autores afirmam que ele conheceu e fez amizade com Charles de Gaulle durante a sua estadia, embora não haja nenhuma evidência conhecida disso.  Em 1935, tornou-se adido militar do Reino da Bulgária e foi destacado para Sófia. Em 6 de setembro de 1935, foi promovido ao posto de coronel. Mihailović entrou então em contacto com membros de Zveno e considerou participar num complô que visava provocar a abdicação de Bóris III e a criação de uma aliança entre a Iugoslávia e a Bulgária, mas, sendo inexperiente como espião, foi logo identificado pelos búlgaros autoridades e foi convidado a deixar o país. Ele foi então nomeado adido da Tchecoslováquia em Praga. 

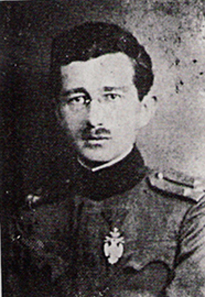
Mihailović em 1922

A sua carreira militar quase chegou a um fim abrupto em 1939, quando apresentou um relatório criticando fortemente a organização do Exército Real Iugoslavo (em servo-croata:  Vojska Kraljevine Jugoslavije, VKJ). Entre as suas propostas mais importantes estavam o abandono da defesa da fronteira norte para concentrar forças no interior montanhoso; reorganizar as forças armadas em unidades sérvias, croatas e eslovenas, a fim de melhor combater as atividades subversivas; e usando unidades móveis Chetnik ao longo das fronteiras. Milan Nedić, o Ministro do Exército, ficou indignado com o relatório de Mihailović e ordenou que ele fosse confinado no quartel por 30 dias.  Posteriormente, Mihailović tornou-se professor na faculdade de pessoal de Belgrado.  No verão de 1940, ele participou de um evento organizado pelo adido militar britânico da Associação dos Suboficiais da Reserva Iugoslava. A reunião foi considerada de tom altamente anti-nazista, e o embaixador alemão protestou contra a presença de Mihailović. Nedić ordenou mais uma vez que ele fosse confinado no quartel por 30 dias, bem como rebaixado e colocado na lista de aposentados. Estas últimas punições foram evitadas apenas com a aposentadoria de Nedić em novembro e sua substituição por Petar Pešić. 
Nos anos anteriores à invasão da Iugoslávia pelo Eixo, Mihailović estava estacionado em Celje, Drava Banovina (atual Eslovênia). Na época da invasão, o coronel Mihailović era assistente do chefe do Estado-Maior do Segundo Exército Iugoslavo no norte da Bósnia. Ele serviu brevemente como chefe do Estado-Maior do Segundo Exército  antes de assumir o comando de uma "Unidade Rápida" (brzi odred) pouco antes de o Alto Comando Iugoslavo capitular diante dos alemães em 17 de abril de 1941. 

## Segunda Guerra Mundial
Após a invasão e ocupação da Iugoslávia pela Alemanha, Itália, Hungria, um pequeno grupo de oficiais e soldados liderados por Mihailović escapou na esperança de encontrar unidades VKJ ainda lutando nas montanhas. Depois de escaramuçar com vários bandos Ustaše e muçulmanos e tentar sabotar vários objetos, Mihailović e cerca de 80 de seus homens cruzaram o rio Drina para a Sérvia ocupada pelos alemães em 29 de abril.  Mihailović planeava estabelecer um movimento clandestino de inteligência e estabelecer contacto com os Aliados, embora não esteja claro se inicialmente pretendia iniciar um verdadeiro movimento de resistência armada. 

### Formação dos Chetniks

A Bandeira dos Chetniks. “Pelo Rei e Pátria – Liberdade ou Morte”.

Mihailović estabeleceu um pequeno núcleo de oficiais com uma guarda armada, que chamou de "Comando dos Destacamentos Chetnik do Exército Iugoslavo".  Depois de chegar a Ravna Gora no início de maio de 1941, ele percebeu que seu grupo de sete oficiais e vinte e quatro suboficiais e soldados era o único.  Ele começou a elaborar listas de recrutas e reservistas para possível uso. Aos seus homens em Ravna Gora juntou-se um grupo de civis, principalmente intelectuais do Clube Cultural Sérvio, que assumiram o comando do setor de propaganda do movimento. 
Os Chetniks de Kosta Pećanac, que já existiam antes da invasão, não partilhavam o desejo de resistência de Mihailović.  Para distinguir os seus Chetniks de outros grupos que se autodenominam Chetniks, Mihailović e os seus seguidores identificaram-se como o "Movimento Ravna Gora".  O objetivo declarado do movimento Ravna Gora era a libertação do país dos exércitos ocupantes da Alemanha, Itália e Ustaše, e do Estado Independente da Croácia (em servo-croata:  Nezavisna Država Hrvatska, NDH). 
Mihailović passou a maior parte de 1941 consolidando remanescentes dispersos do VKJ e encontrando novos recrutas. Em Agosto, criou um órgão consultivo civil, o Comité Nacional Central, composto por líderes políticos sérvios, incluindo alguns com fortes opiniões nacionalistas, como Dragiša Vasić e Stevan Moljević.  Em 19 de junho, um mensageiro Chetnik clandestino chegou a Istambul, de onde os monarquistas iugoslavos relataram que Mihailović parecia estar organizando um movimento de resistência contra as forças do Eixo.  Mihailović estabeleceu contato de rádio pela primeira vez com os britânicos em setembro de 1941, quando seu operador de rádio levantou um navio no Mediterrâneo. Em 13 de setembro, a primeira mensagem de rádio de Mihailović ao governo no exílio do rei Pedro II anunciou que ele estava organizando os remanescentes do VKJ para lutar contra as potências do Eixo. 
Mihailović também recebeu ajuda de oficiais de outras áreas da Iugoslávia, como o oficial esloveno Rudolf Perinhek, que trouxe relatórios sobre a situação em Montenegro. Mihailović enviou-o de volta a Montenegro com autorização por escrito para organizar unidades lá, com a aprovação oral de oficiais como Đorđije Lašić, Pavle Đurišić, Dimitrije Ljotić e Kosta Mušicki. Mihailović apenas deu ordens vagas e contraditórias a Perinhek, mencionando a necessidade de adiar os conflitos civis e de "remover os inimigos". 
A estratégia de Mihailović era evitar o conflito direto com as forças do Eixo, com a intenção de se levantar depois que as forças aliadas chegassem à Iugoslávia.  Os Chetniks de Mihailović tiveram encontros defensivos com os alemães, mas as represálias e as histórias dos massacres no NDH tornaram-nos relutantes em se envolverem diretamente na luta armada, exceto contra os Ustaše nas áreas fronteiriças da Sérvia.  Entretanto, após a invasão da União Soviética pelo Eixo, o Partido Comunista da Iugoslávia (KPJ), liderado por Josip Broz Tito, também entrou em ação e apelou a uma insurreição popular contra as potências do Eixo em Julho de 1941. Posteriormente, Tito criou um movimento de resistência comunista conhecido como Partidários Iugoslavos.  No final de agosto, os Chetniks e os Partidários de Mihailović começaram a atacar as forças do Eixo, às vezes em conjunto, apesar das suas diferenças, e capturaram vários prisioneiros.  Em 28 de outubro de 1941, Mihailović recebeu uma ordem do primeiro-ministro do governo iugoslavo no exílio, Dušan Simović, que instava Mihailović a evitar ações prematuras e evitar represálias. Mihailović desencorajou a sabotagem devido às represálias alemãs (como mais de 3.000 mortos em Kraljevo e Kragujevac) a menos que algum grande ganho pudesse ser alcançado. Em vez disso, ele favoreceu a sabotagem que não poderia ser facilmente atribuída aos Chetniks.  A sua relutância em envolver-se numa resistência mais ativa significou que a maior parte da sabotagem realizada no período inicial da guerra se deveu aos esforços dos Partidários, e Mihailović perdeu vários comandantes e vários seguidores que desejavam combater os alemães até ao fim. 
Embora Mihailović inicialmente tenha pedido apoio discreto, a propaganda dos britânicos e do governo iugoslavo no exílio rapidamente começou a exaltar seus feitos. A criação de um movimento de resistência na Europa ocupada foi recebida como um incentivo ao moral. Em 15 de novembro, a BBC anunciou que Mihailović era o comandante do Exército Iugoslavo na Pátria, que se tornou o nome oficial dos Chetniks de Mihailović. 

### Conflitos com tropas do Eixo e Partidários

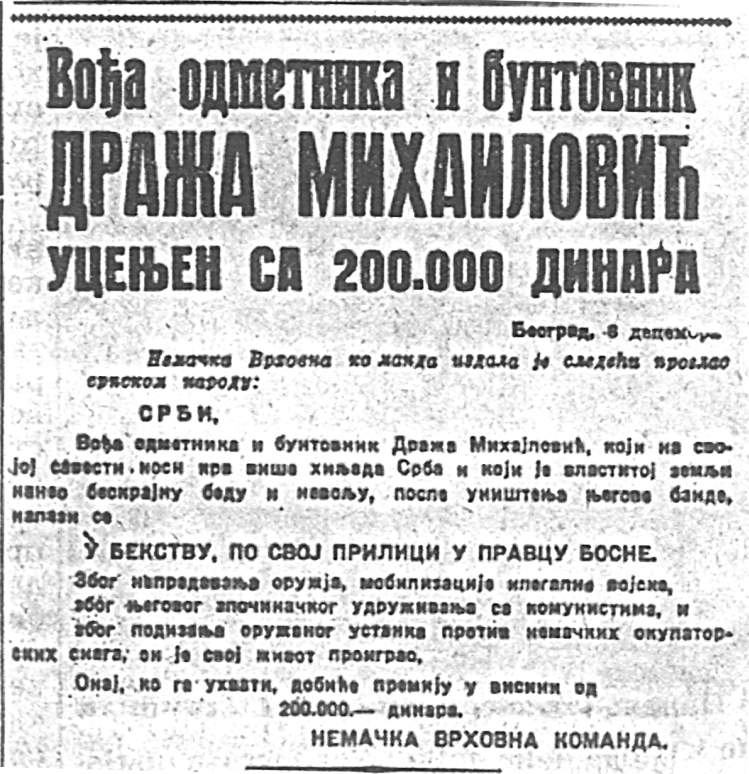
Cartaz de procurado dos alemães nazistas para o coronel Mihailović de 9 de dezembro de 1941

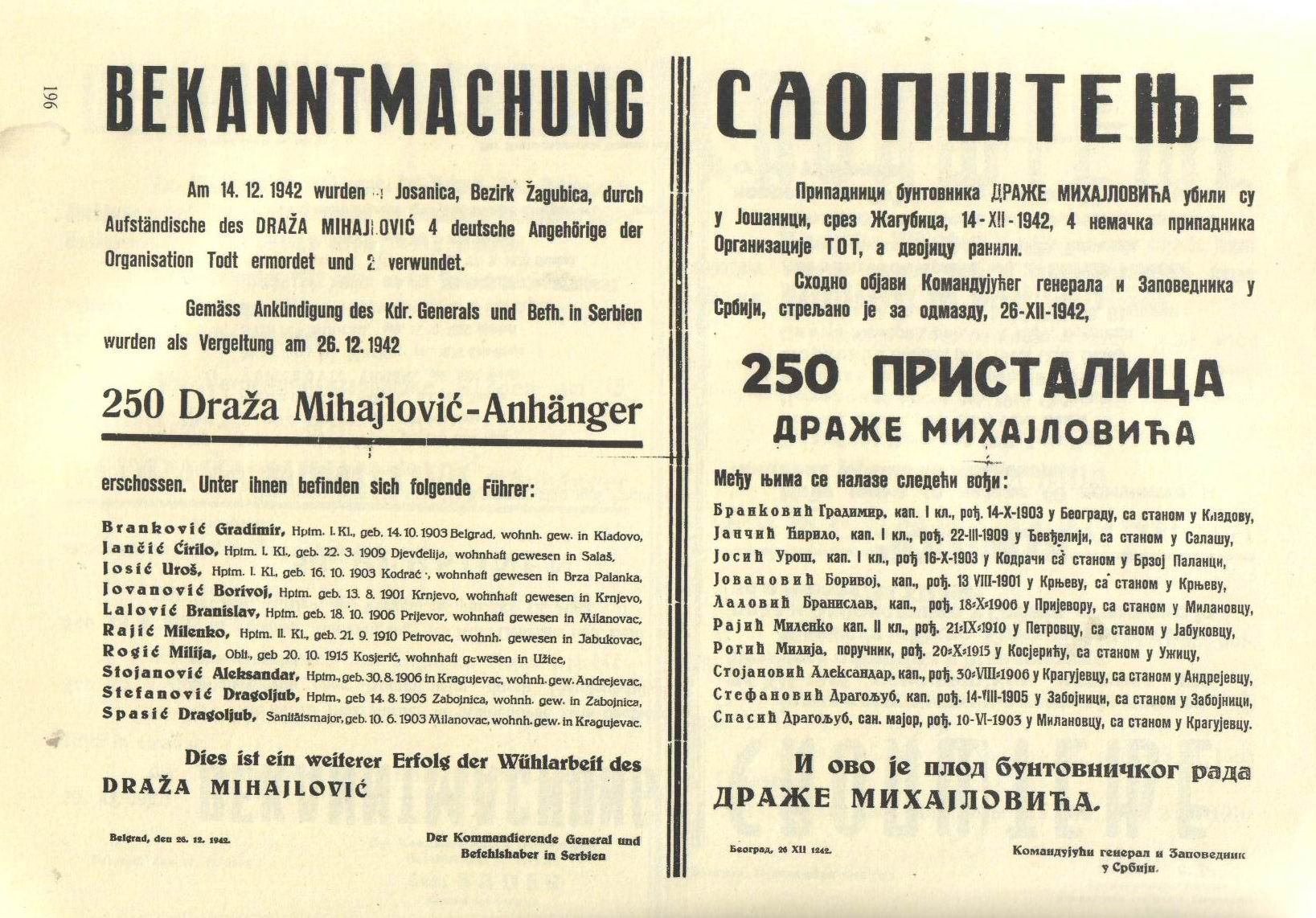
Proclamação alemã de 1942 e oferta de recompensa para Mihailović, após o assassinato de quatro oficiais alemães em Chetnik

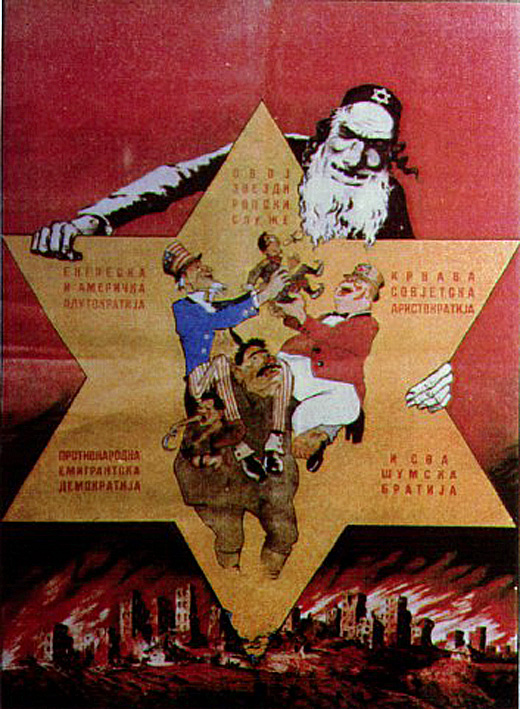
Draža Mihailović como um pequeno animal de estimação nas mãos dos Estados Unidos, Reino Unido e União Soviética, supostamente controlados pelos judeus, como parte da teoria da conspiração judaico-maçônica, retratada em um pôster da Grande Exposição Antimaçôica

Mihailović logo percebeu que os seus homens não tinham meios para proteger os civis sérvios contra as represálias alemãs.   A perspectiva de represálias também alimentou as preocupações de Chetnik em relação a uma possível tomada da Iugoslávia pelos guerrilheiros após a guerra, e eles não queriam se envolver em ações que pudessem resultar em uma minoria sérvia no pós-guerra.  A estratégia de Mihailović era reunir os vários bandos sérvios e construir uma organização capaz de tomar o poder após a retirada ou derrota do Eixo, em vez de entrar em confronto direto com eles.  Em contraste com a relutância dos líderes Chetnik em envolver diretamente as forças do Eixo, os Partidários defenderam a resistência aberta, que apelou aos Chetniks que desejavam lutar contra a ocupação.  Em setembro de 1941, Mihailović começou a perder homens para os guerrilheiros, como Vlado Zečević (um padre), o tenente Ratko Martinović e os Chetniks de Cer liderados pelo capitão Dragoslav Račić  
Em 19 de setembro de 1941, Tito reuniu-se com Mihailović para negociar uma aliança entre os guerrilheiros e os chetniks, mas eles não conseguiram chegar a um acordo, pois a disparidade dos objetivos dos seus respectivos movimentos era grande o suficiente para impedir qualquer compromisso real.  Tito era a favor de uma ofensiva conjunta em grande escala, enquanto Mihailović considerava uma revolta geral prematura e perigosa, pois pensava que iria desencadear represálias.  Por sua vez, o objetivo de Tito era evitar um ataque pela retaguarda dos Chetniks, pois estava convencido de que Mihailović estava a jogar um "jogo duplo", mantendo contactos com as forças alemãs através do governo Nedić. Mihailović esteve em contacto com o governo de Nedić, recebendo ajuda monetária através do Coronel Popović.  Por outro lado, Mihailović procurou evitar que Tito assumisse o papel de liderança na resistência,   visto que os objetivos de Tito eram contrários aos seus objetivos de restauração da Dinastia Karađorđević e do estabelecimento da Grande Sérvia.  Outras conversações foram agendadas para 16 de outubro. 
No final de setembro, os alemães lançaram uma ofensiva massiva tanto contra os guerrilheiros quanto contra os chetniks chamada Operação Užice.  Uma missão conjunta de inteligência britânico-iugoslava, rapidamente montada pelo Executivo de Operações Especiais (SOE) e liderada pelo capitão Bill Hudson, chegou à costa montenegrina em 22 de setembro, de onde partiram com a ajuda dos guerrilheiros montenegrinos para sua sede, e depois para a sede de Tito em Užice,  chegando por volta de 25 de outubro.  Hudson relatou que promessas anteriores de suprimentos feitas pelos britânicos a Mihailović contribuíram para o relacionamento ruim entre Mihailović e Tito, já que Mihailović acreditava corretamente que ninguém fora da Iugoslávia sabia sobre o movimento partidário,    e sentiu que "era o momento certo para uma ação drástica contra os comunistas". 
Tito e Mihailović encontraram-se novamente em 27 de outubro de 1941, na aldeia de Brajići, perto de Ravna Gora, numa tentativa de chegar a um entendimento, mas encontraram consenso apenas em questões secundárias.  Imediatamente após a reunião, Mihailović iniciou os preparativos para um ataque aos guerrilheiros, atrasando o ataque apenas por falta de armas.  Mihailović relatou ao governo iugoslavo no exílio que acreditava que a ocupação de Užice, onde ficava uma fábrica de armas, era necessária para evitar o fortalecimento dos guerrilheiros.  Em 28 de outubro, dois oficiais de ligação de Chetnik abordaram primeiro Nedić e mais tarde naquele dia o oficial alemão Josef Matl do Gabinete de Ligação das Forças Armadas, e ofereceram os serviços de Mihailović na luta contra os Partidários em troca de armas.   Esta oferta foi retransmitida ao general alemão encarregado do Território do Comandante Militar na Sérvia, e uma reunião foi proposta pelo alemão para 3 de novembro. Em 1º de novembro, os Chetniks atacaram o quartel-general dos Partidários em Užice, mas foram rechaçados.   No mesmo dia, as tropas de Mihailović capturaram dois grupos de guerrilheiros perto de Mionica. Entre 6 e 9 de novembro, pelo menos 41 (19 deles eram enfermeiros e 4 feridos) deles foram executados em Brajići, perto do quartel-general de Chetnik. Mihailović estava em Brajići durante estas execuções.  Em 3 de novembro de 1941, Mihailović adiou a reunião proposta com os oficiais alemães até 11 de novembro, citando o "conflito geral" em que os chetniks e os guerrilheiros estavam envolvidos, exigindo a sua presença no seu quartel-general.   A reunião, organizada por um dos representantes de Mihailović em Belgrado, ocorreu entre o líder Chetnik e um oficial da Abwehr, embora permaneça controverso se a iniciativa veio dos alemães, do próprio Mihailović ou de seu oficial de ligação em Belgrado. Nas negociações, Mihailović garantiu aos alemães que "não é minha intenção lutar contra os ocupantes" e afirmou que "nunca fiz um acordo genuíno com os comunistas, porque eles não se preocupam com o povo. São liderados por estrangeiros que não são sérvios: o búlgaro Janković, o judeu Lindmajer, o magiar Borota, dois muçulmanos cujos nomes não sei e o major Ustasha Boganić. Isso é tudo que sei sobre a liderança comunista."  Parece que Mihailović se ofereceu para cessar as atividades nas cidades e ao longo das principais linhas de comunicação, mas no final das contas nenhum acordo foi alcançado na época devido às exigências alemãs para a rendição completa de os Chetniks,    e a crença alemã de que os Chetniks provavelmente os atacariam apesar da oferta de Mihailović.  Após as negociações, foi feita uma tentativa pelos alemães de prender Mihailović.  Mihailović. manteve cuidadosamente as negociações com os alemães em segredo do governo iugoslavo no exílio, bem como dos britânicos e de seu representante Hudson.   Em 13 de novembro, os Chetniks de Mihailović entregaram aos alemães 365 prisioneiros de guerra partidários por meio de Jovan Škavović., comandante dos Pećanac Chetniks. Com este ato, Mihailović quis mostrar que ainda está aberto à cooperação, apesar da recusa alemã à sua proposta. Mais tarde, a Wehrmacht executaria pelo menos 261 desses guerrilheiros em 27 de novembro. 
O ataque de Mihailović ao quartel-general dos Partidários em Užice e Požega falhou e os Partidários montaram um contra-ataque rápido.   Em duas semanas, os guerrilheiros repeliram os avanços de Chetnik e cercaram o quartel-general de Mihailović em Ravna Gora. Tendo perdido tropas em confrontos com os alemães,  sofreu a perda de aproximadamente 1.000 soldados e equipamento considerável nas mãos dos guerrilheiros,  recebeu apenas uma pequena entrega de armas dos britânicos no início de novembro,  e não teve sucesso em convencer os alemães a fornecer-lhe suprimentos,  Mihailović se viu em uma situação desesperadora.  
Em meados de novembro, os alemães lançaram uma ofensiva contra os guerrilheiros, a Operação Western Morava, que contornou as forças Chetnik.    Tendo sido incapaz de superar rapidamente os Chetniks, confrontado com relatos de que os britânicos consideravam Mihailović como o líder da resistência, e sob pressão da ofensiva alemã, Tito abordou Mihailović com uma oferta para negociar, o que resultou em conversações e posteriormente num armistício entre os dois grupos em 20 ou 21 de novembro.    Tito e Mihailović tiveram uma última conversa telefônica em 28 de novembro, na qual Tito anunciou que defenderia suas posições, enquanto Mihailović disse que se dispersaria.    Em 30 de novembro, os líderes da unidade de Mihailović decidiram juntar-se aos Chetniks "legalizados" sob o comando do General Nedić, a fim de poder continuar a luta contra os Partidários sem a possibilidade de serem atacados pelos alemães e para evitar comprometer o relacionamento de Mihailović com os britânicos. As evidências sugerem que Mihailović não ordenou isso, mas apenas sancionou a decisão.   Cerca de 2.000–3.000 homens de Mihailović realmente se alistaram nesta capacidade dentro do regime de Nedić. A legalização permitiu que os seus homens tivessem um salário e um álibi fornecidos pela administração colaboracionista, ao mesmo tempo que proporcionou ao regime de Nedić mais homens para combater os comunistas, embora estivessem sob o controlo dos alemães.  Mihailović também considerou que poderia, usando este método, infiltrar-se na administração Nedić, que logo ficou repleta de simpatizantes de Chetnik.  Embora este acordo fosse diferente da colaboração total de Kosta Pećanac, causou muita confusão sobre quem e o que eram os Chetniks.  Alguns dos homens de Mihailović cruzaram para a Bósnia para lutar contra os Ustaše, enquanto a maioria abandonou a luta.  Ao longo de novembro, as forças de Mihailović estiveram sob pressão das forças alemãs e, em 3 de dezembro, os alemães emitiram ordens para a Operação Mihailović, um ataque contra as suas forças em Ravna Gora.  Em 5 de dezembro, um dia antes da operação, Mihailović foi avisado por contatos servindo sob o comando de Nedić sobre o ataque iminente,  provavelmente por Milan Aćimović.  Ele desligou seu transmissor de rádio naquele dia para evitar dar aos alemães dicas sobre seu paradeiro  e então dispersou seu comando e o restante de suas forças.  Os remanescentes de seus Chetniks recuaram para as colinas de Ravna Gora, mas estiveram sob ataque alemão durante todo o mês de dezembro.  Mihailović evitou por pouco a captura.  Em 10 de dezembro, uma recompensa foi colocada em sua cabeça pelos alemães.  Entretanto, em 7 de dezembro, a BBC anunciou a sua promoção ao posto de general de brigada. 

### Atividades em Montenegro e no Território do Comandante Militar na Sérvia

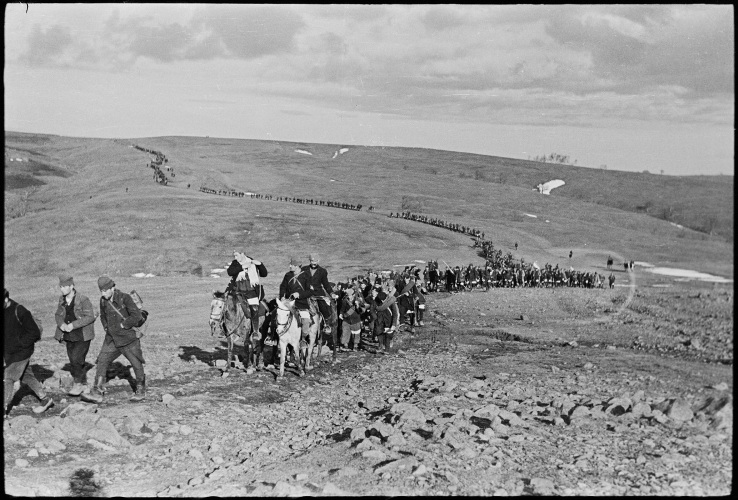
O 2º Corpo de Ravna Gora, sob o comando do Capitão Predrag Raković, na marcha forçada através do Planalto Peshter, correu para ajudar o Comando Supremo na véspera da Operação Schwarz, no início da primavera de 1943.

Mihailović não retomou as transmissões de rádio com os Aliados antes de janeiro de 1942. No início de 1942, o governo iugoslavo no exílio reorganizou-se e nomeou Slobodan Jovanović como primeiro-ministro, e o gabinete declarou o fortalecimento da posição de Mihailović como um dos seus principais objetivos. Também procurou, sem sucesso, obter o apoio dos americanos e dos britânicos.  Em 11 de janeiro, Mihailović foi nomeado "Ministro do Exército, Marinha e Forças Aéreas" pelo governo no exílio.  Os britânicos suspenderam o apoio no final de 1941, após os relatórios de Hudson sobre o conflito entre os chetniks e os guerrilheiros. Mihailović, enfurecido com as recomendações de Hudson, negou acesso de rádio a Hudson e não teve contato com ele durante os primeiros meses de 1942.  Embora Mihailović estivesse escondido, em março o governo Nedić o localizou e uma reunião sancionada pela ocupação alemã ocorreu lugar entre ele e Aćimović. Segundo o historiador Jozo Tomasevich, na sequência desta reunião, o general Bader foi informado que Mihailović estava disposto a colocar-se à disposição do governo Nedić na luta contra os comunistas, mas Bader recusou a sua oferta.  Em abril de 1942, Mihailović, ainda escondido na Sérvia, retomou contato com o enviado britânico Hudson, que também conseguiu retomar sua transmissão de rádio para o quartel-general aliado no Cairo, usando o transmissor de Mihailović. Em Maio, os britânicos retomaram o envio de assistência aos Chetniks, embora apenas em pequena medida,  com um único lançamento aéreo em 30 de Março.  Mihailović posteriormente partiu para Montenegro, chegando lá em 1 de junho.  Ele estabeleceu seu quartel-general lá e em 10 de junho foi formalmente nomeado Chefe do Estado-Maior do Comando Supremo do Exército Iugoslavo na Pátria.  Uma semana depois, ele foi promovido ao posto de General do Exército.  Os guerrilheiros, entretanto, insistiram junto dos soviéticos que Mihailović era um traidor e um colaborador e deveria ser condenado como tal. Os soviéticos inicialmente não viram necessidade disso e a sua propaganda continuou a apoiar Mihailović. Eventualmente, em 6 de julho de 1942, a estação Rádio Iugoslávia Livre, localizada no prédio do Comintern em Moscou, transmitiu uma resolução dos "patriotas" iugoslavos em Montenegro e na Bósnia rotulando Mihailović de colaborador. 

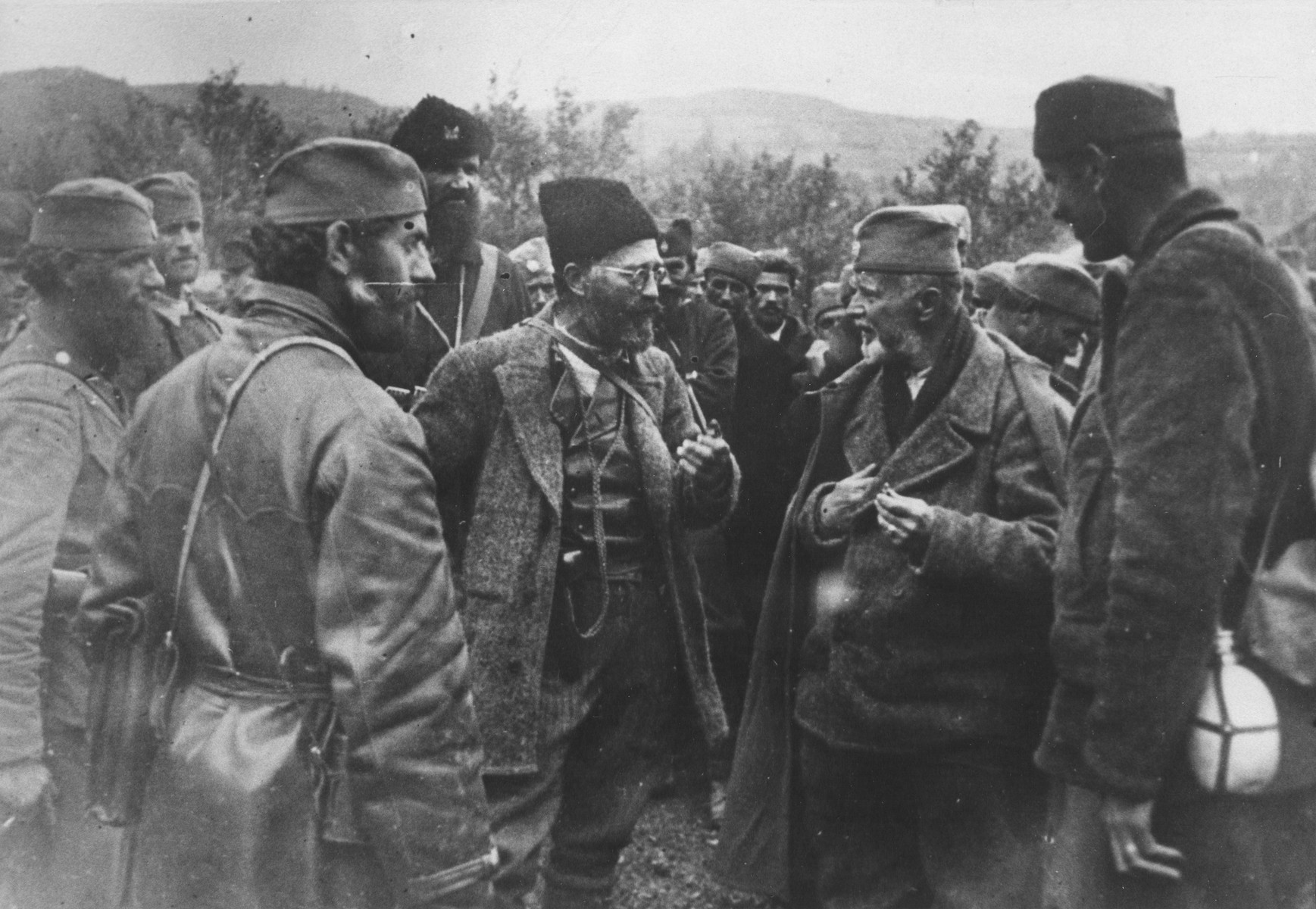
Capitão Predrag Raković, General Dragoljub Mihailovic e Acadêmico Dragiša Vasić, após libertação de um ambiente hostil durante a Operação Schwarz, maio de 1943, no Vale do Lim. Atrás do General, Major Miljan Janketic, Comandante do Batalhão de Apoio.

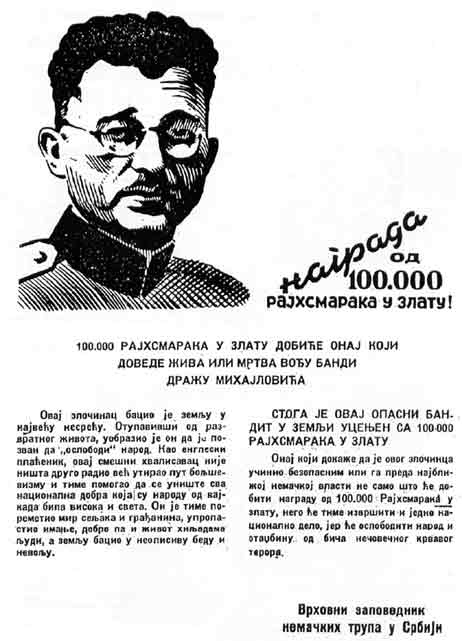
Um mandado alemão de 1943 após a Operação Schwarz para Mihailović oferecendo uma recompensa de 100.000 marcos de ouro por sua captura, vivo ou morto. Com base no esboço, os alemães provavelmente não sabiam que Mihailović usava barba.

No Montenegro, Mihailović encontrou uma situação complexa. Os líderes locais do Chetnik, Bajo Stanišić e Pavle Đurišić, chegaram a acordos com os italianos e cooperaram com eles contra os guerrilheiros liderados pelos comunistas.   Mihailović afirmou mais tarde em seu julgamento em 1946 que não tinha conhecimento desses acordos antes de sua chegada a Montenegro e teve que aceitá-los assim que chegou,   como Stanišić e Đurišić o reconheceram como seu líder apenas no nome e só seguiria as ordens de Mihailović se apoiassem os seus interesses.  Mihailović acreditava que a inteligência militar italiana estava mais bem informada do que ele sobre as atividades de seus comandantes.  Ele tentou tirar o melhor proveito da situação e aceitou a nomeação de Blažo Đukanović como comandante das "forças nacionalistas" em Montenegro. Embora Mihailović aprovasse a destruição das forças comunistas, ele pretendia explorar as ligações dos comandantes Chetniks com os italianos para obter alimentos, armas e munições na expectativa de um desembarque Aliado nos Balcãs. Em 1 de dezembro, Đurišić organizou uma "conferência da juventude" Chetnik em Šahovići. O congresso, que o historiador Stevan K. Pavlowitch escreve expressava "extremismo e intolerância", reivindicações nacionalistas foram feitas em partes da Albânia, Bulgária, Romênia e Itália, enquanto as suas resoluções postulavam a restauração de uma monarquia com um período de ditadura transitória de Chetnik. Mihailović e Đukanović não compareceram ao evento, que foi totalmente dominado por Đurišić, mas enviaram representantes.  No mesmo mês, Mihailović informou aos seus subordinados que: "As unidades dos Partidários estão cheias de bandidos dos mais variados tipos, como Ustašas – os piores açougueiros do povo sérvio – Judeus, Croatas, Dálmatas, Búlgaros, Turcos, Magiares e todas as outras nações do mundo." 

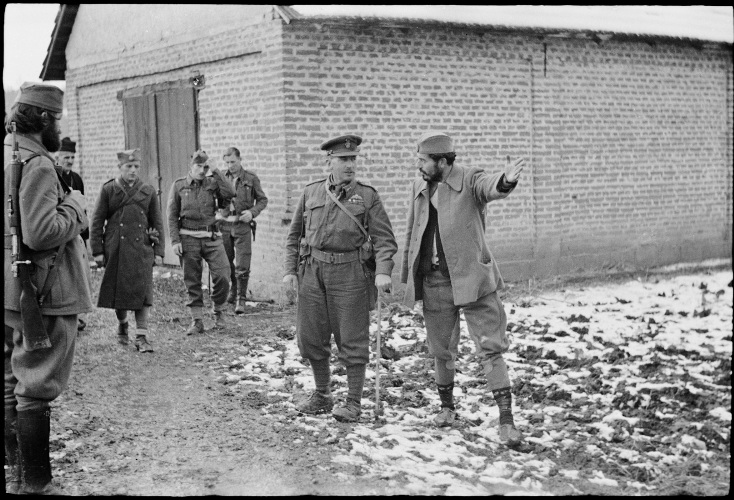
O brigadeiro britânico Charles Armstrong visita o 2º Corpo de exército de Ravna Gora no outono de 1943. Ao lado dele está o comandante do corpo, Capitão Predrag Raković

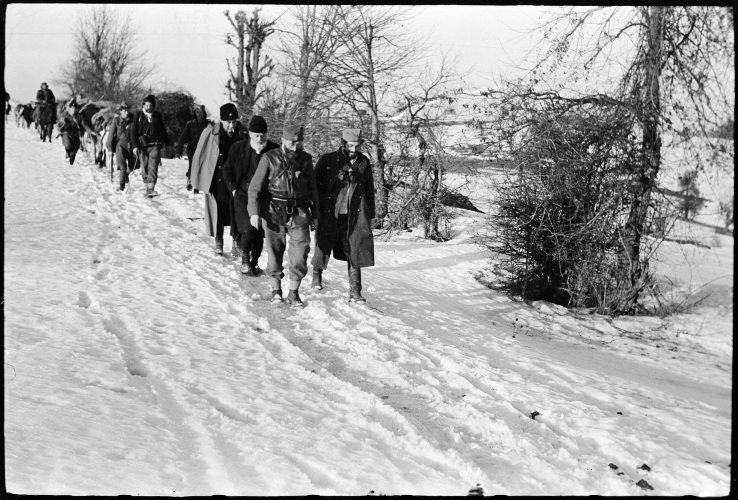
A coluna liderada pelo General Dragoljub Mihailovc e pelo Capitão Predrag Raković, que se dirigiu do Monte Bobija para o Monte Suvobor, na aldeia de Ba, onde o Capitão Zvonko Vucković, comandante do 1.º Corpo de Ravna Gora, fez os seus últimos preparativos para organizar o Congresso de BA, janeiro de 1944.

No NDH, Ilija Trifunović-Birčanin, um líder das organizações Chetnik do pré-guerra, comandou os Chetniks na Dalmácia, Lika, Bósnia e Herzegovina. Ele liderou a resistência "nacionalista" contra os guerrilheiros e Ustaše e reconheceu Mihailović como o líder formal, mas agiu por conta própria, com suas tropas sendo usadas pelos italianos como a Milícia Voluntária Anticomunista (MVAC). O comandante italiano Mario Roatta pretendia poupar vidas italianas, mas também contrariar os Ustaše e os alemães, para minar a autoridade de Mihailović entre os Chetniks, enganando os líderes locais. Os Chetniks, liderados por Dobroslav Jevđević, vieram de Montenegro para ajudar a população sérvia-bósnia contra os Ustaše. Eles assassinaram e saquearam em Foča até a intervenção dos italianos em agosto. Os Chetniks também pediram proteção aos italianos contra a retribuição de Ustaše. Em 22 de julho, Mihailović reuniu-se com Trifunović-Birčanin, Jevđević, e o seu recém-nomeado delegado na Herzegovina, Petar Baćović. A reunião foi supostamente secreta, mas era do conhecimento da inteligência italiana. Mihailović não deu ordens precisas, mas expressou a sua confiança em ambos os seus subordinados, acrescentando, segundo relatos italianos, que esperava a ajuda dos Aliados para iniciar uma verdadeira campanha de guerrilha, a fim de poupar vidas sérvias. Convocados por Roatta no regresso, Trifunović-Birčanin e Jevđević garantiram ao comandante italiano que Mihailović era apenas um "chefe moral" e que não atacariam os italianos, mesmo que ele desse tal ordem. 

Tendo ficado cada vez mais preocupado com os inimigos internos e preocupado em estar em posição de controlar a Iugoslávia depois que os Aliados derrotaram o Eixo, Mihailović concentrou-se em Montenegro na direção de operações, nas várias partes da Iugoslávia, principalmente contra os Partidários, mas também contra o Corpo de Voluntários Sérvios (SDK) de Ustaše e Dimitrije Ljotić.  Durante o outono de 1942, os Chetniks de Mihailović - a pedido da organização britânica - sabotaram várias linhas ferroviárias usadas para abastecer as forças do Eixo no Deserto Ocidental do norte da África.  Em setembro e dezembro, as ações de Mihailović danificaram gravemente o sistema ferroviário; os Aliados deram-lhe crédito por incomodar as forças do Eixo e contribuir para o sucesso dos Aliados em África.  O crédito dado a Mihailović pelas sabotagens talvez tenha sido imerecido:
Mas uma apreciação da SOE pela Jugoslávia, de meados de Novembro, dizia: "...Até agora, nenhum telegrama foi recebido de nenhum dos nossos oficiais de ligação relatando qualquer sabotagem realizada pelo General Mihajlović, nem recebemos quaisquer relatórios de combates contra as tropas do Eixo." Na Iugoslávia, portanto, a SOE não poderia reivindicar qualquer equivalente à Operação Gorgopotamos na Grécia ... De tudo isto, pode parecer que desde o Outono de 1941 os britânicos – intencionalmente ou inconscientemente – tem cooperado numa farsa gigantesca. 

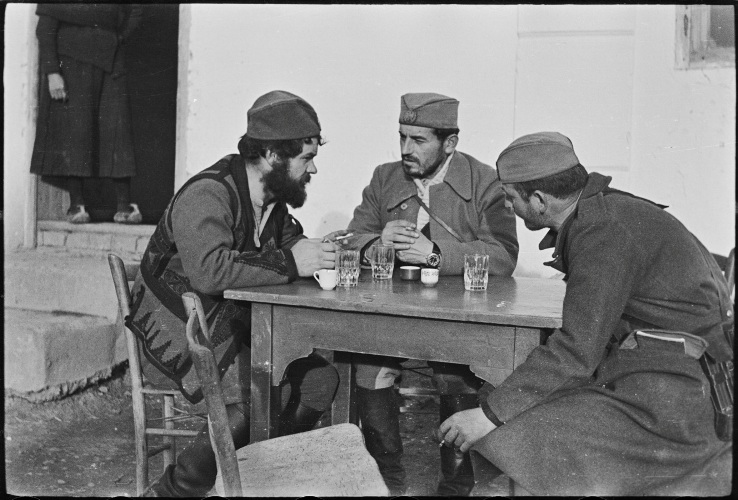
O capitão Predrag Raković conversa com os seus homens. O capitão Raković cometeu suicídio após ser cercado por guerrilheiros em 15 de dezembro de 1944.

No início de setembro de 1942, Mihailović apelou à desobediência civil contra o regime de Nedić através de panfletos e transmissores de rádio clandestinos. Isto provocou combates entre os Chetniks e os seguidores do regime de Nedić. Os alemães, a quem a administração Nedić pediu ajuda contra Mihailović, responderam ao pedido de Nedić e às sabotagens com terror em massa e atacaram os Chetniks no final de 1942 e início de 1943. Roberts menciona o pedido de ajuda de Nedić como o principal motivo da ação alemã e não menciona a campanha de sabotagem.  Pavlowitch, por outro lado, menciona as sabotagens como sendo conduzidas simultaneamente com as ações de propaganda. Milhares de prisões foram feitas e estima-se que durante dezembro de 1942, 1.600 combatentes Chetnik foram mortos pelos alemães através de ações de combate e execuções. Estas ações do regime de Nedić e dos alemães "levaram a uma conclusão abrupta grande parte da ação anti-alemã que Mihailović havia reiniciado desde o verão (de 1942)".  Adolf Hitler escreveu a Benito Mussolini em 16 de fevereiro de 1943, exigindo que, além dos guerrilheiros, fossem perseguidos os chetniks que possuíam "um perigo especial nos planos de longo prazo que os apoiadores de Mihailovic estavam construindo". Hitler acrescenta: “Em qualquer caso, a liquidação do movimento Mihailovic não será mais uma tarefa fácil, dadas as forças à sua disposição e o grande número de Chetniks armados”. Naquela época, o General Mihailovic estava com o seu Comando Supremo em Montenegro, que estava sob ocupação italiana. Desde o início de 1943, o General Mihailovic preparou suas unidades para apoiar o desembarque aliado na costa do Adriático. O General Mihailovic esperava que a Aliança Ocidental abrisse a Segunda Frente nos Balcãs.

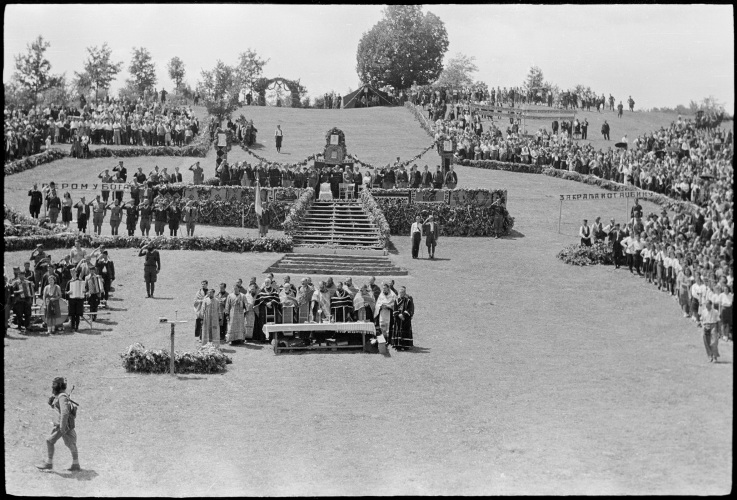
O 2º Corpo de Ravna Gora celebra Vidovdan em 28 de junho de 1944 no Monte. Três meses depois, o Exército Vermelho chegará à Sérvia.

Mihailović teve grandes dificuldades em controlar os seus comandantes locais, que muitas vezes não tinham contactos de rádio e dependiam de mensageiros para comunicar. Ele estava, no entanto, aparentemente ciente de que muitos grupos Chetnik estavam a cometer crimes contra civis e actos de limpeza étnica; de acordo com Pavlowitch, Đurišić relatou orgulhosamente a Mihailović que havia destruído aldeias muçulmanas, em retribuição contra atos cometidos por milícias muçulmanas. Embora Mihailović aparentemente não tenha ordenado tais actos e os desaprovasse, também não tomou qualquer acção contra eles, estando dependente de vários grupos armados cuja política não podia denunciar nem tolerar. Ele também escondeu a situação dos governos britânico e iugoslavo no exílio.  Muitos atos terroristas foram cometidos por grupos Chetnik contra seus vários inimigos, reais ou supostos, atingindo um pico entre outubro de 1942 e fevereiro de 1943.  O Brigadeiro Charles Armstrong relatou ao seu comando "que Mihailovic acreditava que a Grã-Bretanha havia deixado a Iugoslávia para Influência soviética. . . " As unidades de Mihailovic na Sérvia durante a chegada do exército soviético em setembro de 1944 não lideram nenhum combate contra os soviéticos. Alguns comandantes do corpo Chetnik, como Dragutin Keserovic, Predrag Raković, Vlastimir Vesic e Dusan Smiljanic, estão tentando cooperar com o Exército Soviético.

### Táticas terroristas e limpeza étnica
A ideologia Chetnik abrangia a noção de Grande Sérvia, a ser alcançada forçando mudanças populacionais a fim de criar áreas etnicamente homogéneas.  Em parte devido a esta ideologia e em parte em resposta às ações violentas empreendidas pelos Ustaše e pelas forças muçulmanas a eles ligadas,  As forças Chetniks envolveram-se em numerosos atos de violência, incluindo massacres e destruição de propriedades, e usaram táticas terroristas para expulsar grupos não-sérvios.  Na primavera de 1942, Mihailović escreveu no seu diário: "A população muçulmana, através do seu comportamento, chegou a uma situação em que o nosso povo já não deseja tê-los no nosso meio. É necessário já preparar o seu êxodo para a Turquia ou para qualquer outro lugar fora das nossas fronteiras." 

Segundo o historiador Noel Malcolm, existe "...nenhuma evidência definitiva de que o próprio Mihailović alguma vez apelou à limpeza étnica ".  No entanto, instruções aos seus comandantes subordinados montenegrinos, o major Đorđije Lašić e o capitão Pavle Đurišić, que prescrevem ações de limpeza de elementos não-sérvios, a fim de criar a Grande Sérvia, foram atribuído a Mihailović por alguns historiadores,     mas alguns historiadores argumentam que o documento foi uma falsificação feita por Đurišić depois que ele não conseguiu chegar a Mihailović em dezembro de 1941, depois que este foi expulso de Ravna Gora pelas forças alemãs.    De acordo com Malcolm, se o documento fosse uma falsificação, foi forjado pelos comandantes Chetniks na esperança de que fosse considerado uma ordem legítima, e não pelos seus oponentes que procuravam desacreditar os Chetniks.  Os objetivos delineados na diretiva eram: 

1. A luta pela liberdade de toda a nossa nação sob o cetro de Sua Majestade, o Rei Pedro II;
2. a criação de uma Grande Iugoslávia e dentro dela de uma Grande Sérvia, que será etnicamente pura e incluirá a Sérvia [significando também Macedônia do Vardar, Montenegro, Bósnia e Herzegovina, Srijem, o Banat, e Bačka];
3. a luta pela inclusão na Iugoslávia de todos os territórios eslovenos ainda não libertados sob o domínio dos italianos e alemães (Trieste, Gorizia, Ístria e Caríntia), bem como da Bulgária e do norte da Albânia com Scutari;
4. a limpeza do território do estado de todas as minorias nacionais e elementos não-nacionais [ou seja, os partidários e seus apoiadores];
5. a criação de fronteiras contíguas entre a Sérvia e Montenegro, bem como entre a Sérvia e a Eslovênia, eliminando a população muçulmana de Sandžak e as populações muçulmanas e croatas da Bósnia e Herzegovina.

Quer as instruções tenham sido falsificadas ou não, Mihailović estava certamente consciente tanto do objectivo ideológico da limpeza como dos actos violentos levados a cabo para atingir esse objectivo. Stevan Moljević elaborou os fundamentos do programa Chetnik enquanto estava em Ravna Gora no verão de 1941,  e Mihailović enviou representantes à Conferência de Jovens Intelectuais Chetnik de Montenegro, onde as formulações básicas foram expandidas.  Đurišić desempenhou o papel dominante nesta conferência. As relações entre Đurišić e Mihailović foram tensas e, embora Mihailović não tenha participado, também não tomou qualquer medida para o contrariar.  Em 1943, Đurišić seguiu as ordens do Comando Supremo de Chetnik para realizar "ações de limpeza" contra os muçulmanos e relatou a Mihailović os milhares de velhos, mulheres e crianças que ele massacrou.  Mihailović foi "incapaz ou não quis impedir os massacres".  Em 1946, Mihailović foi indiciado, entre outras coisas, de ter "dado ordens aos seus comandantes para destruir os muçulmanos (a quem chamou de turcos) e os croatas (a quem chamou de Ustashas)."  Em seu julgamento, Mihailović afirmou que nunca ordenou a destruição de aldeias croatas e muçulmanas e que alguns de seus subordinados esconderam dele tais atividades.  Mais tarde, ele foi condenado por crimes que incluíam ter "incitado ao ódio nacional e religioso e à discórdia entre os povos da Iugoslávia, como consequência dos quais seus bandos chetniks realizaram massacres em massa de croatas e muçulmanos, bem como da população sérvia. que não aceitou a ocupação." 
O Chetnik de Mihailović cometeu uma série de crimes contra os guerrilheiros e seus simpatizantes na Sérvia. Os Três Negros eram unidades executoras, conhecidas por suas táticas de terror e liquidação de pessoas que se opunham ao movimento Chetnik. Embora alguns dos mortos por três fossem membros do regime colaboracionista, este número é largamente ultrapassado pelo número de mortos por apoiarem os Partidários Jugoslavos. Os maiores crimes contra apoiadores partidários, como os massacres em Vranić e Drugovac, foram executados por unidades inteiras de Chetnik.  As ordens para matar apoiadores partidários vieram diretamente de Mihailović. Por exemplo, em 12 de novembro de 1943, ao seu comandante Dragutin Keserović, ele disse que: O trabalho de limpeza definitiva dos comunistas deve continuar. Eles não podem existir na Sérvia. [. . . ] Destrua seus simpatizantes e corretivos sem piedade. Sem simpatizantes eles não existirão . Mensagens semelhantes ele também enviou em novembro de 1943 aos comandantes do Chetnik Radoslav Đurić e Nikola Kalabić. 

## Relações com os britânicos
"O General Mihaylovitch viu a sua contribuição para a causa comum ao transformar o sentimento anti-alemão em sentimento antipartidário. Somente nos terrenos mais jesuíticos a sua ação pode ser representada como algo menos prejudicial à causa dos Aliados."

Basil Davidson, membro da missão britânica

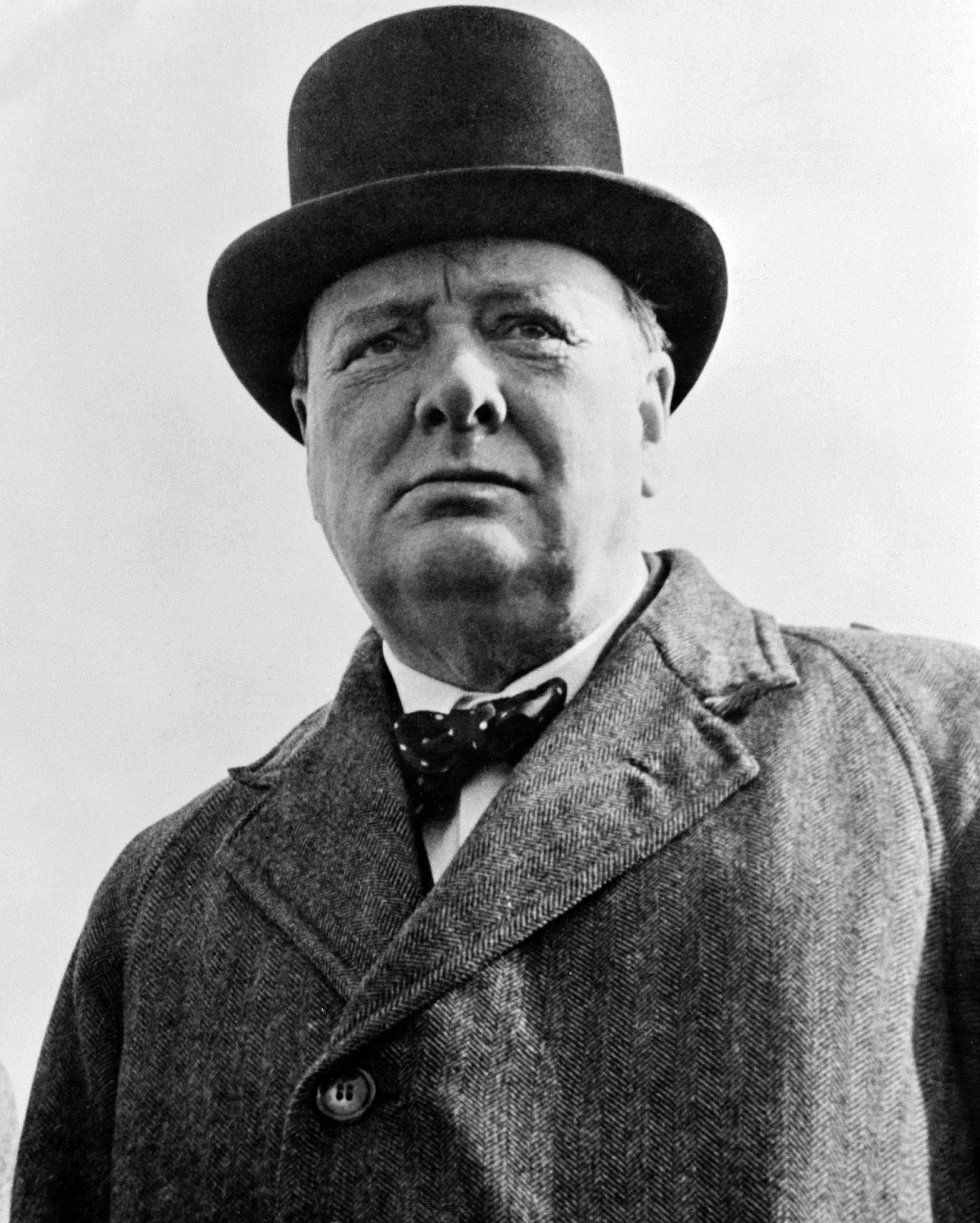
Winston Churchill tornou-se cada vez mais duvidoso em relação a Mihailović.

Em 15 de novembro de 1942, o capitão Hudson telegrafou ao Cairo que a situação era problemática, que as oportunidades de sabotagem em grande escala não foram exploradas devido ao desejo de Mihailović de evitar represálias e que, enquanto esperava por um desembarque e vitória dos Aliados, o líder Chetnik poderia vir a "qualquer entendimento sólido com italianos ou alemães que ele acreditasse poder servir aos seus propósitos sem comprometê-lo", a fim de derrotar os comunistas.  Em dezembro, o major Peter Boughey, membro da equipe da SOE em Londres, insistiu com Živan Knežević, membro do gabinete iugoslavo, que Mihailović era um traidor, que colaborava abertamente com os italianos.  O Ministério das Relações Exteriores chamou as declarações de Boughey de "erradas", mas os britânicos estavam preocupados com a situação e com a inatividade de Mihailović.  Um oficial superior britânico, o coronel S.W. Bailey, foi então enviado para Mihailović e lançado de pára-quedas em Montenegro no dia de Natal. A sua missão era recolher informações e verificar se Mihailović tinha realizado as sabotagens necessárias contra as ferrovias.  Durante os meses seguintes, os britânicos concentraram-se em fazer com que Mihailović interrompesse a colaboração de Chetnik com as forças do Eixo e realizasse as ações esperadas contra os ocupantes, mas não tiveram sucesso. 
Em janeiro de 1943, a SOE informou a Churchill que os comandantes subordinados de Mihailović tinham feito acordos locais com as autoridades italianas, embora não houvesse provas de que o próprio Mihailović alguma vez tivesse negociado com os alemães. O relatório concluiu que, embora a ajuda a Mihailović fosse tão necessária como sempre, seria aconselhável estender a assistência a outros grupos de resistência e tentar reunir os Chetniks e os Partidários.  Oficiais de ligação britânicos relataram em fevereiro que Mihailović "em nenhum momento" esteve em contato com os alemães, mas que suas forças estiveram em alguns casos ajudando os italianos contra os guerrilheiros (o relatório foi simultâneo à Operação Trio). Bailey relatou que Mihailović estava cada vez mais insatisfeito com a ajuda insuficiente que recebia dos britânicos.  O movimento de Mihailović foi tão inflado pela propaganda britânica que os oficiais de ligação consideraram a realidade decididamente abaixo das expectativas. 
Em 3 de janeiro de 1943, pouco antes do Caso Branco, uma conferência do Eixo foi realizada em Roma, com a presença do comandante alemão Alexander Löhr, representantes do NDH, e por Jevđević que, desta vez, colaborou abertamente com as forças do Eixo contra os Partidários, e tinha ido para a conferência sem o conhecimento de Mihailović. Mihailović desaprovou a presença de Jevđević e teria enviado-lhe uma mensagem furiosa, mas as suas ações limitaram-se a anunciar que a condecoração militar de Jevđević seria retirada.  Em 3 de fevereiro de 1943, Charles de Gaulle concedeu a Mihailović a Croix de Guerre, uma condecoração militar francesa para homenagear as pessoas que lutaram com os Aliados contra as forças do Eixo em qualquer momento durante a Segunda Guerra Mundial.
Em 28 de fevereiro de 1943, na presença de Bailey, Mihailović dirigiu-se às suas tropas em Lipovo. Bailey relatou que Mihailović expressou sua amargura pelo "pérfido Albion", que esperava que os sérvios lutassem até a última gota de sangue sem lhes dar quaisquer meios para fazê-lo, disse que os sérvios não tinham amigos, que os britânicos estavam detendo o rei Pedro II e o seu governo como prisioneiros virtuais, e que continuaria a aceitar a ajuda dos italianos, desde que isso lhe desse os meios para aniquilar os guerrilheiros. Ainda segundo o relatório de Bailey, ele acrescentou que seus inimigos eram os Ustaše, os Partidários, os Croatas e os Muçulmanos e que só depois de lidar com eles se voltaria para os Alemães e os Italianos.  
Embora os defensores de Mihailović tenham argumentado que Bailey traduziu mal o discurso, e pode até ter feito isso intencionalmente,  o efeito sobre os britânicos foi desastroso e marcou o início do fim para a cooperação britânico-Chetnik. Os britânicos protestaram oficialmente junto ao governo iugoslavo no exílio e exigiram explicações sobre a atitude de Mihailović e a colaboração com os italianos. Mihailović respondeu ao seu governo que não teve reuniões com generais italianos e que Jevđević não tinha comando para o fazer. Os britânicos anunciaram que lhe enviariam suprimentos mais abundantes.  Também no início de 1943, o tom das transmissões da BBC tornou-se cada vez mais favorável aos Partidários, descrevendo-os como o único movimento de resistência na Iugoslávia e, ocasionalmente, atribuindo-lhes atos de resistência realmente empreendidos pelos Chetniks.  Bailey queixou-se ao Ministério das Relações Exteriores que sua posição com Mihailović estava sendo prejudicada por isso.  O Foreign Office protestou e a BBC pediu desculpas, mas a linha não mudou realmente. 

## Derrota na batalha do Neretva
Durante o Caso Branco, os italianos apoiaram fortemente os chetniks na esperança de que desferissem um golpe fatal nos guerrilheiros. Os alemães desaprovaram esta colaboração, sobre a qual Hitler escreveu pessoalmente a Mussolini.  No final de fevereiro, logo após o seu discurso, o próprio Mihailović juntou-se às suas tropas na Herzegovina, perto do Neretva, a fim de tentar salvar a situação. Mesmo assim, os guerrilheiros derrotaram as tropas adversárias dos Chetniks, que estavam em estado de desordem, e conseguiram atravessar o Neretva.  Em março, os guerrilheiros negociaram uma trégua com as forças do Eixo para ganhar algum tempo e usá-lo para derrotar os chetniks. Enquanto Ribbentrop e Hitler finalmente anularam as ordens dos seus subordinados e proibiram tais contactos, os Partidários beneficiaram desta breve trégua, durante a qual o apoio italiano aos Chetniks foi suspenso, e que permitiu às forças de Tito desferir um duro golpe nas tropas de Mihailović. 
Em maio, o serviço de inteligência alemão também tentou estabelecer contacto com Mihailović para ver se uma aliança contra os guerrilheiros era possível. Em Kolašin, encontraram-se com um oficial chetnik, que não se apresentou. Eles presumiram ter conhecido o próprio general, mas o homem possivelmente não era Mihailović, que Bailey relatou estar em outra área no mesmo período. O comando alemão, porém, reagiu fortemente contra qualquer tentativa de “negociação com o inimigo”. 
Os alemães então passaram para sua próxima operação, de codinome Schwarz, e atacaram os chetniks montenegrinos. Đurišić parece ter sugerido a Mihailović uma cooperação de curto prazo com os alemães contra os guerrilheiros, algo que Mihailović se recusou a tolerar. Đurišić acabou defendendo o seu quartel-general em Kolašin contra os guerrilheiros. Em 14 de maio, os alemães entraram em Kolašin e capturaram Đurišić, enquanto Mihailović escapou.  
No final de maio, depois de recuperar o controle da maior parte de Montenegro, os italianos voltaram os seus esforços contra os chetniks, pelo menos contra as forças de Mihailović, e estabeleceram uma recompensa de meio milhão de liras pela captura de Mihailović, e um milhão pela captura de Tito. 

## Mudanças de apoio aliado

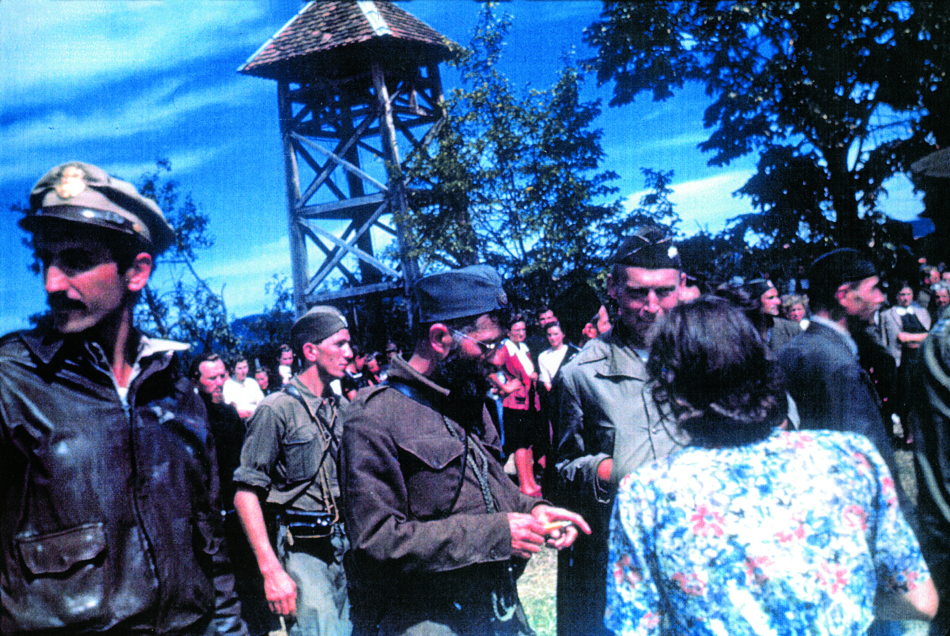
Cerimônia militar conjunta EUA/Chetnik em Pranjani, comemorando a Operação Halyard, 6 de setembro de 1944. Capitão Nick Lalich (OSS), General Draža Mihailović (Chetniks) e Coronel Robert McDowell (OSS).

Em abril e maio de 1943, os britânicos enviaram uma missão aos guerrilheiros e reforçaram a sua missão junto aos chetniks. O major Jasper Rootham, um dos oficiais de ligação com os chetniks, relatou que ocorreram confrontos entre chetniks e alemães, mas foram invariavelmente iniciados por ataques alemães. Durante o verão, os britânicos enviaram suprimentos para chetniks e guerrilheiros. 
Mihailović regressou à Sérvia e o seu movimento recuperou rapidamente o seu domínio na região. Recebendo mais armas dos britânicos, ele empreendeu uma série de ações e sabotagens, desarmou destacamentos da Guarda Estatal da Sérvia (SDS) e lutou com tropas búlgaras, embora geralmente evitasse os alemães, considerando que suas tropas ainda não eram fortes o suficiente. Na Sérvia, a sua organização controlava as montanhas onde as forças do Eixo estavam ausentes. A administração colaboracionista de Nedić foi em grande parte infiltrada pelos homens de Mihailović e muitas tropas do SDS simpatizaram com o seu movimento. Após a derrota em Case White, Mihailović tentou melhorar a sua organização. Dragiša Vasić, o ideólogo do movimento que se opôs à ligação italiana e entrou em confronto com Mihailović, deixou o comando supremo. Mihailović tentou alargar os seus contactos aos croatas e aos partidos tradicionais e revitalizar os seus contactos na Eslovénia.  Os Estados Unidos enviaram oficiais de ligação para se juntarem à missão de Bailey com Mihailović, ao mesmo tempo que enviaram homens para Tito.  Os alemães, entretanto, ficaram preocupados com a força crescente dos guerrilheiros e fizeram acordos locais com grupos Chetnik, embora não com o próprio Mihailović. De acordo com Walter R. Roberts, há "poucas dúvidas" de que Mihailović estava ciente destes acordos e que poderia tê-los considerado o menor de dois males, sendo o seu objectivo principal derrotar os Partidários. 
A partir do início de 1943, a impaciência britânica com Mihailović cresceu. A partir da decodificação de mensagens sem fio alemãs, Churchill e seu governo concluíram que a colaboração dos Chetniks com os italianos ia além do que era aceitável e que os Partidários estavam causando os danos mais graves ao Eixo. 
Com a retirada da Itália da guerra em Setembro de 1943, os Chetniks no Montenegro encontraram-se sob ataque tanto dos alemães como dos Partidários, que assumiram o controlo de grandes partes do território montenegrino, incluindo a antiga "capital Chetnik" de Kolašin. Đurišić, tendo escapado de um acampamento alemão na Galiza, encontrou o caminho para a Iugoslávia, foi capturado novamente e foi então solicitado pelo primeiro-ministro colaboracionista Milan Nedić a formar um Corpo de Voluntários Montenegrinos contra os Partidários. Ele foi prometido a Nedić, mas também fez uma aliança secreta com Mihailović. Tanto Mihailović como Đurišić esperavam um desembarque dos Aliados Ocidentais. Na Sérvia, Mihailović foi considerado o representante dos Aliados vitoriosos.  Na situação caótica criada pela rendição italiana, vários líderes Chetnik colaboraram abertamente com os alemães contra os guerrilheiros reforçados; abordado por um agente da Abwehr, Jevđević ofereceu os serviços de cerca de 5.000 homens. Momčilo Đujić também foi aos alemães para se proteger contra os Ustaše e os guerrilheiros, embora não confiasse nele.  Em outubro de 1943, Mihailović, a pedido dos Aliados, concordou em realizar duas operações de sabotagem, o que teve o efeito de torná-lo ainda mais procurado e forçou-o, segundo relatos britânicos, a mudar frequentemente de quartel-general. 
Em novembro e dezembro de 1943, os alemães perceberam que Tito era o seu adversário mais perigoso; O representante alemão Hermann Neubacher conseguiu concluir acordos secretos com quatro dos comandantes de Mihailović para a cessação das hostilidades por períodos de cinco a dez semanas. Os alemães interpretaram isto como um sinal de fraqueza do movimento Mihailović. As tréguas foram mantidas em segredo, mas chegaram ao conhecimento dos britânicos por meio de descriptografias. Não há provas de que Mihailović tenha estado envolvido ou aprovado, embora a Inteligência Militar Britânica tenha considerado possível que ele fosse "conivente".  No final de outubro, os sinais locais descriptografados no Cairo revelaram que Mihailović havia ordenado que todas as unidades Chetnik cooperassem com a Alemanha contra os guerrilheiros.  Esta ordem de cooperação foi originalmente decifrada pelos alemães e foi anotada no Oberkommando der Wehrmacht War Journal. 
Os britânicos estavam cada vez mais preocupados com o fato de os chetniks estarem mais dispostos a lutar contra os guerrilheiros do que com as tropas do Eixo. Na Terceira Conferência de Moscou, em outubro de 1943, Anthony Eden expressou impaciência com a falta de ação de Mihailović.  O relatório de Fitzroy Maclean, oficial de ligação com os guerrilheiros, convenceu Churchill de que as forças de Tito eram o grupo de resistência mais confiável. O relatório de Charles Armstrong, oficial de ligação com Mihailović, chegou tarde demais para Anthony Eden levá-lo à Conferência de Teerã no final de novembro de 1943, embora Stevan K. Pavlowitch pense que provavelmente seria insuficiente para mudar a opinião de Churchill. Em Teerã, Churchill argumentou a favor dos guerrilheiros, enquanto Joseph Stalin expressou interesse limitado, mas concordou que eles deveriam receber o maior apoio possível. 
Em 10 de dezembro, Churchill encontrou-se com o rei Pedro II em Londres e disse-lhe que possuía provas irrefutáveis da colaboração de Mihailović com o inimigo e que Mihailović deveria ser eliminado do gabinete jugoslavo. Também no início de dezembro, Mihailović foi convidado a realizar uma importante missão de sabotagem contra as ferrovias, que mais tarde foi interpretada como uma "oportunidade final" para se redimir. No entanto, possivelmente sem perceber como a política aliada tinha evoluído, ele não deu luz verde.  Em 12 de janeiro de 1944, o SOE no Cairo enviou um relatório ao Ministério das Relações Exteriores, dizendo que os comandantes de Mihailović haviam colaborado com alemães e italianos e que o próprio Mihailović havia tolerado e em certos casos aprovado suas ações. Isto acelerou a decisão dos britânicos de retirar os seus trinta oficiais de ligação para Mihailović.  A missão foi efetivamente retirada na primavera de 1944. Em abril, um mês antes de partir, o oficial de ligação Brigadeiro Armstrong observou que Mihailović tinha sido principalmente ativo na propaganda contra o Eixo, que havia perdido inúmeras ocasiões de sabotagem nos últimos seis ou oito meses e que os esforços de muitos líderes Chetnik para seguir As ordens de inatividade de Mihailović evoluíram para pactos de não agressão com as tropas do Eixo, embora a missão não tivesse provas de colaboração com o inimigo. 
Entretanto, Mihailović tentou melhorar a organização do seu movimento. Em 25 de janeiro de 1944, com a ajuda de Živko Topalović, organizou em Ba, uma aldeia perto de Ravna Gora, o Congresso de Ba também pretendia remover a sombra do congresso anterior realizado em Montenegro. O congresso contou com a presença de 274 pessoas, representando vários partidos, e pretendeu ser uma reação contra o comportamento arbitrário de alguns comandantes. A organização de uma nova Jugoslávia, democrática, possivelmente federal, foi mencionada, embora as propostas permanecessem vagas, e foi até feito um apelo à adesão do KPJ. A estrutura de comando do Chetnik foi formalmente reorganizada. Đurišić ainda comandava Montenegro e Đujić da Dalmácia, mas Jevđević foi excluído. Os alemães e búlgaros reagiram ao congresso conduzindo uma operação contra os chetniks no norte da Sérvia em fevereiro, matando 80 e capturando 913. 
Depois de maio e da retirada da missão britânica, Mihailović continuou a transmitir mensagens de rádio aos Aliados e ao seu governo, mas já não recebeu respostas.
Em julho e agosto de 1944, Mihailović ordenou que suas forças cooperassem com o Escritório de Serviços Estratégicos (OSS) e o 60º Esquadrão de Transporte de Tropas (TCS) no resgate bem-sucedido de centenas de aviadores aliados abatidos entre agosto e dezembro de 1944 no que foi chamado de Operação Adriça;   por isso, ele foi condecorado postumamente com a Legião do Mérito pelo presidente dos Estados Unidos, Harry S. Truman.
De acordo com o historiador Marko Attila Hoare, "Em outras ocasiões, porém, os Chetniks de Mihailović resgataram aviadores alemães e os entregaram em segurança às forças armadas alemãs. . . Os americanos, com uma presença de inteligência mais fraca nos Balcãs do que os britânicos, estavam menos em contacto com as realidades da guerra civil jugoslava. Conseqüentemente, eles estavam menos entusiasmados com o abandono britânico do anticomunista Mihailović e mais reservados com os guerrilheiros. Vários iugoslavos também foram evacuados na Operação Halyard, junto com Topalović; eles tentaram angariar mais apoio no exterior para o movimento de Mihailović, mas isso chegou tarde demais para reverter a política aliada.  Os Estados Unidos também enviaram uma missão de inteligência a Mihailović em março, mas a retiraram depois que Churchill aconselhou Roosevelt que todo o apoio deveria ir para Tito e que o "caos completo" ocorreria se os americanos também apoiassem Mihailović. 

Em julho, Ivan Šubašić formou o novo governo iugoslavo no exílio, que não incluía Mihailović como ministro. Mihailović, no entanto, permaneceu como chefe do Estado-Maior oficial do Exército Iugoslavo. Em 29 de agosto, por recomendação do seu governo, o rei Pedro dissolveu por decreto real o Comando Supremo, abolindo assim o posto de Mihailović. Em 12 de setembro, o Rei Pedro transmitiu uma mensagem de Londres, anunciando a essência do decreto de 29 de agosto e apelando a todos os sérvios, croatas e eslovenos para "se juntarem ao Exército de Libertação Nacional sob a liderança do Marechal Tito". Proclamou também que condenava veementemente “o uso indevido do nome do Rei e da autoridade da Coroa, através do qual se tentou justificar a colaboração com o inimigo”. Embora o rei não tenha mencionado Mihailović, ficou claro a quem ele se referia. De acordo com seu próprio relato, Peter conseguiu, após extenuantes conversas com os britânicos, não dizer uma palavra diretamente contra Mihailović. A mensagem teve um efeito devastador no moral dos Chetniks. Muitos homens deixaram Mihailović após a transmissão; outros permaneceram por lealdade a ele.  Mihailović ressentiu-se do facto de ter sido abandonado pelos seus antigos aliados e em agosto de 1944 resumiu a sua posição afirmando que:
"Há mais de três anos peguei em armas para lutar pela democracia contra a ditadura na forma do nazismo e do fascismo. Ao lutar por esta causa houve dez ocasiões em que quase perdi a vida. Se devo morrer na luta contra um novo forma de ditadura, morrerei, amargurado porque fui abandonado por aqueles que professam acreditar na democracia, mas satisfeito por ter lutado corajosa e honestamente e me recusado a comprometer a minha causa." 

## Derrota em 1944-45
No final de agosto de 1944, o Exército Vermelho da União Soviética chegou às fronteiras orientais da Iugoslávia. No início de Setembro, invadiu a Bulgária e coagiu-a a voltar-se contra o Eixo. Os Chetniks de Mihailović, entretanto, estavam tão mal armados para resistir às incursões partidárias na Sérvia que alguns dos oficiais de Mihailović, incluindo Nikola Kalabić, Neško Nedić e Dragoslav Račić, encontraram-se com oficiais alemães em 11 de agosto para marcar um encontro de Mihailović com Neubacher e estabelecer as condições para uma maior colaboração.  Nedić, por sua vez, aparentemente pegou a ideia e sugeriu a formação de um exército de forças anticomunistas unidas; ele organizou um encontro secreto com Mihailović, que aparentemente ocorreu por volta de 20 de agosto. Pelos relatos existentes, eles se conheceram em uma sala escura e Mihailović permaneceu quase todo em silêncio, tanto que Nedić nem teve certeza depois de ter realmente conhecido o verdadeiro Mihailović. De acordo com o oficial britânico Stephen Clissold, Mihailović inicialmente relutou muito em ir à reunião, mas foi finalmente convencido por Kalabić. Parece que Nedić se ofereceu para obter armas dos alemães e colocar a sua Guarda Estatal Sérvia sob o comando de Mihailović, possivelmente como parte de uma tentativa de mudar de lado enquanto a Alemanha perdia a guerra.  Neubacher favoreceu a ideia, mas ela foi vetada por Hitler, que viu isso como uma tentativa de estabelecer uma "quinta coluna inglesa" na Sérvia. De acordo com Pavlowitch, Mihailović, que supostamente não estava entusiasmado com a proposta, e Nedić poderiam estar tentando "explorar as dificuldades um do outro", enquanto Nedić pode ter considerado deixar Mihailović "assumir o controle". No final de agosto, Mihailović também conheceu uma missão do OSS, chefiada pelo coronel Robert H. McDowell, que permaneceu com ele até novembro. 
À medida que o Exército Vermelho se aproximava, Mihailović pensava que o resultado da guerra dependeria da entrada da Turquia no conflito, seguida finalmente por uma incursão Aliada nos Balcãs. Ele apelou a todos os Jugoslavos para permanecerem fiéis ao Rei, e afirmou que Pedro lhe tinha enviado uma mensagem dizendo-lhe para não acreditar no que tinha ouvido na rádio sobre a sua demissão. As suas tropas começaram a dispersar-se fora da Sérvia em meados de Agosto, enquanto ele tentava chegar aos líderes muçulmanos e croatas para uma revolta nacional. No entanto, quaisquer que fossem as suas intenções, ele provou ter pouca atração pelos não-sérvios. Đurišić, enquanto liderava o seu Corpo de Voluntários Montenegrinos, que estava relacionado no papel com as forças de Ljotić, aceitou mais uma vez o comando de Mihailović.  Mihailović ordenou uma mobilização geral em 1 de setembro; suas tropas estavam engajadas contra os alemães e os búlgaros, ao mesmo tempo que eram atacadas pelos guerrilheiros.  Em 4 de setembro, Mihailović emitiu um telegrama circular ordenando aos seus comandantes que nenhuma ação poderia ser realizada sem as suas ordens, exceto contra os comunistas.  Fontes alemãs confirmam a lealdade de Mihailović e das forças sob sua influência direta neste período. Os guerrilheiros então penetraram no território de Chetnik, travando uma batalha difícil e, finalmente, derrotando a força principal de Mihailović em outubro. Em 6 de setembro, o que restou das tropas de Nedić juntou-se abertamente a Mihailović. Nesse ínterim, o Exército Vermelho encontrou tanto os Partidários quanto os Chetniks ao entrar vindo da Romênia e da Bulgária. Eles cooperaram brevemente com os Chetniks contra a retirada dos alemães, antes de desarmá-los. Mihailović enviou uma delegação ao comando soviético, mas os seus representantes foram ignorados e acabaram presos. O movimento de Mihailović entrou em colapso na Sérvia sob os ataques dos soviéticos, guerrilheiros, búlgaros e lutando com os alemães em retirada. Ainda esperando um desembarque dos Aliados Ocidentais, ele rumou para a Bósnia com seu estado-maior, McDowell e uma força de algumas centenas. Ele criou algumas unidades muçulmanas e nomeou o major croata Matija Parac como chefe de um exército Chetnik croata ainda inexistente. O próprio Nedić fugiu para a Áustria. Em 25 de maio de 1945, ele escreveu ao General Dwight D. Eisenhower, afirmando que sempre foi um aliado secreto de Mihailović. 
Agora esperando o apoio dos Estados Unidos, Mihailović encontrou uma pequena missão britânica entre o rio Neretva e Dubrovnik, mas percebeu que não era o sinal do esperado desembarque. McDowell foi evacuado em 1 de novembro e foi instruído a oferecer a Mihailović a oportunidade de partir com ele. Mihailović recusou, pois queria permanecer até a esperada mudança na política dos Aliados Ocidentais.  Durante as semanas seguintes, o governo britânico também levantou a possibilidade de evacuar Mihailović organizando um "resgate e detenção honrosa" e discutiu o assunto com os Estados Unidos. No final, nenhuma ação foi tomada.  Com as suas forças principais no leste da Bósnia, os Chetniks sob o comando pessoal de Mihailović nos últimos meses de 1944 continuaram a colaborar com os alemães. O coronel Borota e o vojvoda Jevđević mantiveram contatos com os alemães para todo o grupo.  Em janeiro de 1945, Mihailović tentou reagrupar suas forças nas colinas de Ozren, planejando unidades muçulmanas, croatas e eslovenas. As suas tropas foram, no entanto, dizimadas e desgastadas, algumas vendendo as suas armas e munições, ou pilhando a população local. Đurišić juntou-se a Mihailović, com as suas próprias forças esgotadas, e descobriu que Mihailović não tinha planos.  Đurišić seguiu seu próprio caminho e foi morto em 12 de abril em uma batalha com os Ustaše. 
Em 17 de março de 1945, Mihailović foi visitado na Bósnia pelo emissário alemão Stärker, que solicitou que Mihailović transmitisse ao quartel-general aliado na Itália uma oferta secreta alemã de capitulação. Mihailović transmitiu a mensagem, que seria a última.  Ljotić e vários líderes independentes de Chetnik na Ístria propuseram a formação de uma frente anticomunista comum na costa noroeste, que poderia ser aceitável para os Aliados Ocidentais. Mihailović não era a favor de uma reunião tão heterogénea, mas não rejeitou inteiramente a proposta de Ljotić, uma vez que a zona litoral seria um local conveniente para se encontrar com os Aliados Ocidentais e para se juntar aos anticomunistas eslovenos, enquanto o colapso da Alemanha poderia criar um ambiente anti- aliança comunista possível. Ele autorizou a partida de todos os que queriam ir, mas poucos Chetniks finalmente chegaram à costa, com muitos sendo dizimados no caminho por Ustaše, Partidários, doenças e fome.  Em 13 de abril, Mihailović partiu para o norte da Bósnia, em uma marcha de 280 km de volta à Sérvia, com o objetivo de recomeçar um movimento de resistência, desta vez contra os comunistas. Suas unidades foram dizimadas por confrontos com os Ustaše e Partidários, bem como dissensões e tifo. Em 10 de maio, foram atacados e derrotados pelo Exército Iugoslavo, a força reorganizada dos Partidários, na batalha de Zelengora. Mihailović conseguiu escapar com 1.000–2.000 homens, que gradualmente se dispersaram. O próprio Mihailović escondeu-se nas montanhas com um punhado de homens. 

## Captura, julgamento e execução

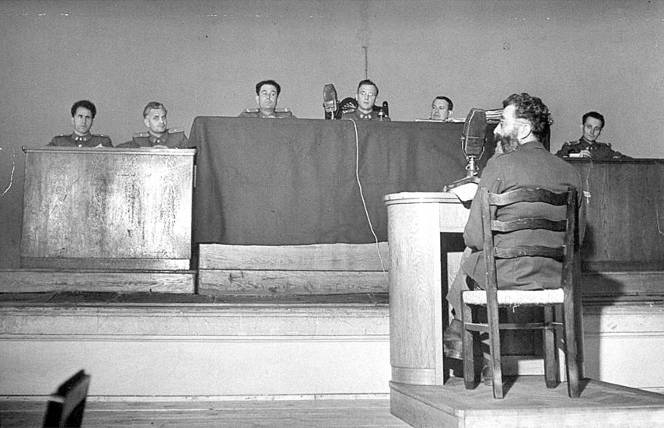
O julgamento de Mihailović

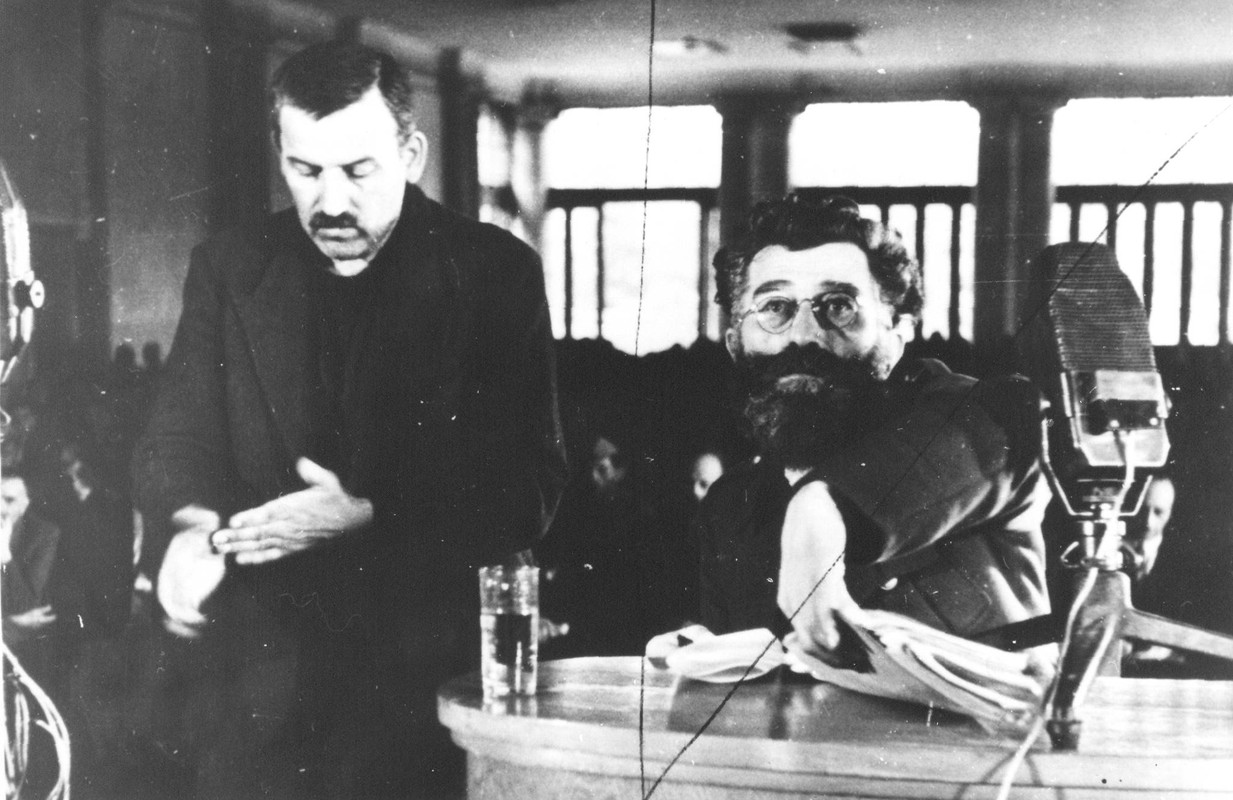
Jovan Škavović Škava e General Dragoljub Draža Mihailović no Julgamento de Belgrado em 1946

As autoridades iugoslavas queriam capturar Mihailović vivo para realizar um julgamento em grande escala.  Ele foi finalmente capturado em 13 de março de 1946.  As elaboradas circunstâncias de sua captura foram mantidas em segredo por dezesseis anos. De acordo com uma versão, Mihailović foi abordado por homens supostamente agentes britânicos que lhe ofereceram ajuda e evacuação de avião. Após hesitar, ele embarcou no avião, apenas para descobrir que se tratava de uma armadilha montada pela OZNA. Outra versão, proposta pelo governo iugoslavo, é que ele foi traído por Nikola Kalabić, que revelou seu esconderijo em troca de clemência. 
O julgamento de Draža Mihailović começou em 10 de junho de 1946. Os seus co-réus foram outras figuras proeminentes do movimento Chetnik, bem como membros do governo jugoslavo no exílio, como Slobodan Jovanović, que foram julgados à revelia, mas também membros da ZBOR e do regime Nedić.  O principal promotor foi Miloš Minić, mais tarde Ministro das Relações Exteriores do governo iugoslavo . Os aviadores aliados que ele resgatou em 1944 não foram autorizados a testemunhar a seu favor.  Mihailović evitou várias perguntas acusando alguns de seus subordinados de incompetência e desrespeito às suas ordens. O julgamento mostra, segundo Jozo Tomasevich, que ele nunca teve controle firme e total sobre seus comandantes locais.  Um Comitê para o Julgamento Justo do General Mihailović foi criado nos Estados Unidos, mas sem sucesso. Mihailović é citado como tendo dito, em sua declaração final: "Eu queria muito; comecei muito; mas o vendaval do mundo levou a mim e ao meu trabalho." 
Roberts considera que o julgamento foi "tudo menos um modelo de justiça" e que "é claro que Mihailović não era culpado de todas, ou mesmo de muitas, das acusações apresentadas contra ele", embora Tito provavelmente também não tivesse tido um julgamento justo., se Mihailović tivesse vencido. Mihailović foi condenado por alta traição e crimes de guerra e executado em 17 de julho de 1946.  Ele foi executado junto com outros nove oficiais em Lisičiji Potok, a cerca de 200 metros do antigo Palácio Real. Seu corpo teria sido coberto com cal e a posição de seu túmulo não identificado foi mantida em segredo. 

## Reabilitação
Em março de 2012, Vojislav Mihailović apresentou um pedido de reabilitação de seu avô ao tribunal superior.  O anúncio causou uma reação negativa na Bósnia e Herzegovina, na Croácia e na Sérvia.  Željko Komšić, membro da presidência da Bósnia e Herzegovina, defendeu a retirada do embaixador da Bósnia na Sérvia se a reabilitação for aprovada.  O ex-presidente croata Ivo Josipović afirmou que a tentativa de reabilitação é prejudicial para a Sérvia e contrária aos factos históricos.  Ele elaborou que Mihailović "é um criminoso de guerra e o chetnikismo é um movimento criminoso traidor".  A ministra das Relações Exteriores da Croácia, Vesna Pusić, comentou que a reabilitação só causará sofrimento à Sérvia.  Na Sérvia, catorze ONG declararam numa carta aberta que "a tentativa de reabilitação de Draža Mihailović rebaixa a luta tanto dos sérvios como de todos os outros povos da ex-Iugoslávia contra o fascismo".  Membros das Mulheres de Preto protestaram em frente ao tribunal superior. 
O Tribunal Superior reabilitou Draža Mihailović em 14 de maio de 2015. Esta decisão reverte a sentença proferida em 1946, condenando Mihailović à morte por colaboração com as forças de ocupação nazis e privando-o de todos os seus direitos como cidadão. De acordo com a decisão, o regime comunista encenou um julgamento com motivações políticas e ideológicas.  

## Família
Em 1920, Mihailović casou-se com Jelica Branković; eles tiveram três filhos. Um de seus filhos, Branko Mihailović, era simpatizante do comunismo e mais tarde apoiou os guerrilheiros.  Sua filha, Gordana Mihailović, também ficou do lado dos guerrilheiros. Ela passou a maior parte da guerra em Belgrado e, depois que os guerrilheiros tomaram a cidade, falou no rádio para denunciar seu pai como traidor.  Enquanto Mihailović estava na prisão, seus filhos não foram vê-lo e apenas sua esposa o visitou.  Em 2005, Gordana Mihailović aceitou pessoalmente o prêmio póstumo de seu pai nos Estados Unidos. Outro filho, Vojislav Mihailović, lutou ao lado de seu pai e foi morto em batalha em maio de 1945.  Seu neto, Vojislav Mihailović (nascido em 1951, em homenagem a seu tio) é um político sérvio, membro do Movimento de Renovação da Sérvia e mais tarde do Movimento de Renovação Democrática Sérvio. Foi prefeito de Belgrado por um ano, de 1999 a 2000 e concorreu sem sucesso nas eleições presidenciais iugoslavas de 2000. 

## Legado
Os historiadores variam nas suas avaliações de Mihailović. Tomasevich sugere que uma das principais causas da sua derrota foi o seu fracasso em crescer profissionalmente, política ou ideologicamente à medida que as suas responsabilidades aumentavam, tornando-o incapaz de enfrentar tanto as circunstâncias excepcionais da guerra como a complexa situação dos Chetniks.  Tomasevich também critica a perda do apoio Aliado por Mihailović através da colaboração de Chetnik com o Eixo, bem como sua doutrina de "resistência passiva" que foi percebida como ociosidade, afirmando que "de comando no general havia muito pouco".  Pavlowitch também aponta para o fracasso de Mihailović em crescer e evoluir durante o conflito e o descreve como um homem "geralmente fora de seu alcance".  Roberts afirma que as políticas de Mihailović eram "basicamente estáticas", que ele "apostou tudo na fé numa vitória aliada" e que, em última análise, foi incapaz de controlar os chetniks, que, "embora hostis aos alemães e aos italianos... permitiram-se levar a uma política de acomodação com ambos diante do que consideravam o maior perigo." 
As opiniões políticas de Mihailović cobrem uma ampla gama. Após a guerra, o papel de Mihailović durante a guerra foi visto à luz da colaboração do seu movimento, particularmente na Jugoslávia, onde foi considerado um colaborador condenado por alta traição. Charles de Gaulle considerou Mihailović um "herói puro" e sempre se recusou a ter encontros pessoais com Tito, a quem considerava o "assassino" de Mihailović.   Durante a guerra, Churchill acreditava que relatórios de inteligência mostraram que Mihailović havia se envolvido "...em colaboração ativa com os alemães".  Ele observou que, sob a pressão das represálias alemãs em 1941, Mihailović "derivou gradualmente para uma postura em que alguns de seus comandantes fizeram acomodações com tropas alemãs e italianas para serem deixados sozinhos em certas montanhas áreas em troca de fazer pouco ou nada contra o inimigo", mas concluiu que "aqueles que resistiram triunfantemente a tais tensões podem marcar o seu nome [de Mihailović], mas a história, mais discriminatória, não deve apagá-lo do pergaminho dos patriotas sérvios."  Nos Estados Unidos, devido aos esforços do Major Richard L. Felman e seus amigos, o Presidente Truman, por recomendação de Eisenhower, concedeu postumamente a Mihailović a Legião de Mérito pelo resgate de aviadores americanos pelos Chetniks. O prêmio e a história do resgate foram classificados como secretos pelo Departamento de Estado para não ofender o governo iugoslavo.
"O resgate incomparável de mais de 500 aviadores americanos da captura pelas Forças de Ocupação Inimigas na Iugoslávia durante a Segunda Guerra Mundial pelo General Dragoljub Mihailovich e seus Chetnik Freedom Fighters, pelos quais esta medalha de" Legião de Mérito "foi concedida pelo Presidente Harry S. Truman, também representa um sinal de profundo apreço e respeito pessoal por parte de todos os aviadores americanos resgatados e seus descendentes, que serão eternamente gratos." (COMITÊ NACIONAL DE AVIADORES AMERICANOS RESGATADOS PELO GENERAL MIHAILOVICH – 1985)
Maximilian von Weichs, comandante-em-chefe alemão sudeste 1943-1945, em sua declaração de interrogatório em outubro de 1945, escreveu sobre Mihailović e suas forças na seção chamada "Grupos que Ajudam a Alemanha":

"As tropas de MIHAILOVIC lutaram uma vez contra as nossas tropas de ocupação por lealdade ao seu rei. Ao mesmo tempo lutaram contra TITO, por causa de convicções anticomunistas. Esta guerra em duas frentes não poderia durar muito, especialmente quando o apoio britânico favorecia TITO. Consequentemente, MIHAILOVIC mostrou tendências pró-alemãs. Houve combates durante os quais os chetniks sérvios lutaram contra o TITO ao lado das tropas alemãs. Por outro lado, sabia-se que grupos hostis de Chetnik atacavam trens de abastecimento alemães para reabastecer seus próprios estoques."
"MIHAILOVIC gostava de permanecer em segundo plano e deixar tais assuntos para seus subordinados. Ele esperava esperar esse jogo de poder até que um desembarque anglo-americano fornecesse apoio suficiente contra TITO. A Alemanha acolheu com satisfação seu apoio, ainda que temporário. As atividades de reconhecimento Chetnik foram altamente valorizadas pelos nossos comandantes." 

Quase sessenta anos após a sua morte, em 29 de março de 2005, a filha de Mihailović, Gordana, foi presenteada com a condecoração póstuma pelo presidente George W. Bush.  A decisão foi controversa; na Croácia, Zoran Pusić, chefe do Comité Civil para os Direitos Humanos, protestou contra a decisão e afirmou que Mihailović era diretamente responsável pelos crimes de guerra cometidos pelos Chetniks.  
Entre muitos emigrados sérvios, Mihailović continua a ser o herói sérvio por excelência, como escreveu o estudioso americano Paul Hockenos: "... para os emigrados leais ao movimento Mihailović, o seu grandioso 'Draža' era um resoluto antifascista e ocidental- anglófilo de mentalidade que lutou com unhas e dentes contra os alemães".  Hockenos descreveu a sede do Conselho de Defesa Nacional Sérvio da América em Chicago como sendo quase um santuário para Mihailović, com fotos dele junto com artigos de jornal sobre ele cobrindo as paredes.  Hockenos escreveu para grupos como o Conselho de Defesa Nacional, Mihailović é um símbolo da própria Sérvia, sendo apresentado como um líder guerrilheiro nobre e bem-sucedido que foi tristemente traído por cínicos líderes anglo-americanos.  Hockenos observou que grupos sérvio-americanos argumentaram que a Sérvia é um "aliado natural" dos Estados Unidos e do Ocidente em geral, como provado pela carreira de Mihailović durante a guerra e que para tais grupos Mihailović serve como um símbolo da virtude sérvia e vitimização.  Hockenos observou que a afirmação historicamente imprecisa é muitas vezes feita por esses grupos de que todos os sérvios apoiavam os chetniks, o que serve como uma forma de projetar as dificuldades de Mihailović em toda a nação sérvia, o que por sua vez é usado para apresentar a guerra como uma guerra coletiva. martírio nacional às mãos de “povos genocidas” como os alemães, croatas e muçulmanos bósnios.  Hockenos afirmou depois de entrevistar vários líderes sérvio-americanos que ficou impressionado com a forma como tais indivíduos negaram relatos de atrocidades durante a guerra da Bósnia, alegando que, porque Mihailović lutou contra os "povos genocidas" na década de 1940, foi impossível para os sérvios cometerem atrocidades na década de 1990. 
Com a dissolução da Jugoslávia e a renovação do nacionalismo étnico, a percepção histórica da colaboração de Mihailović foi desafiada por partes do público na Sérvia e noutras regiões da ex-Jugoslávia povoadas por etnia sérvia. Na década de 1980, os problemas políticos e económicos na Jugoslávia minaram a fé no regime comunista, e os historiadores na Sérvia iniciaram uma reavaliação da historiografia sérvia e propuseram a reabilitação de Mihailović e dos Chetniks.  Na década de 1990, durante as Guerras Iugoslavas, vários grupos nacionalistas sérvios começaram a se autodenominar "Chetniks", enquanto os paramilitares sérvios muitas vezes se identificavam com eles e eram chamados como tal.  O Partido Radical Sérvio de Vojislav Šešelj formou as Águias Brancas, um grupo paramilitar considerado responsável por crimes de guerra e limpeza étnica, que se identificou com os Chetniks.   O Movimento de Renovação Sérvia de Vuk Drašković estava intimamente associado à Guarda Sérvia, que também estava associada aos Chetniks e ao monarquismo.  Reuniões de sobreviventes e nostálgicos de Chetnik e de admiradores de Mihailović foram realizadas na Sérvia  No final do século 20 e início do século 21, livros didáticos de história da Sérvia e trabalhos acadêmicos caracterizavam Mihailović e os Chetniks como "lutadores por uma causa justa", e os massacres de civis em Chetnik e a prática de crimes de guerra foram ignorados ou mal mencionados.  Em 2004, Mihailović foi oficialmente reabilitado na Sérvia por um ato do Parlamento sérvio.  Em uma pesquisa de 2009 realizada na Sérvia, 34,44 por cento dos entrevistados foram a favor da anulação do veredicto de 1946 contra Mihailović (no qual ele foi considerado um traidor e colaborador do Eixo), 15,92 por cento se opuseram e 49,64 por cento afirmaram não saber o que pensar. 

A imagem revisada de Mihailović não é compartilhada nas nações pós-iugoslavas não-sérvias. Na Croácia e na Bósnia e Herzegovina são feitas analogias entre os crimes de guerra cometidos durante a Segunda Guerra Mundial e os das Guerras Iugoslavas, e Mihailović é "visto como um criminoso de guerra responsável pela limpeza étnica e massacres genocidas".  As diferenças foram ilustradas em 2004, quando o jogador de basquete sérvio Milan Gurović, que tem uma tatuagem de Mihailović no braço esquerdo, foi proibido pelo Ministério do Interior croata Zlatko Mehun de viajar para a Croácia por se recusar a cobrir a tatuagem, já que sua exibição foi considerada equivalente a "provocar ódio ou violência por causa de origem racial, identidade nacional ou filiação religiosa".   A imprensa e os políticos sérvios reagiram à proibição com surpresa e indignação, enquanto na Croácia a decisão foi vista como "sábia e um meio de proteger o próprio jogador contra a sua própria estupidez".  Em 2009, um grupo sérvio baseado em Chicago ofereceu uma recompensa de US$ 100.000,00 por ajuda para encontrar o túmulo de Mihailović.  Uma comissão formada pelo governo sérvio iniciou uma investigação e em 2010 sugeriu que Mihailović pode ter sido enterrado em Ada Ciganlija. 
O General Dragoljub Mihailovich distinguiu-se de forma notável como Comandante-em-Chefe das Forças do Exército Iugoslavo e mais tarde como Ministro da Guerra, organizando e liderando importantes forças de resistência contra o inimigo que ocupou a Iugoslávia, de dezembro de 1941 a dezembro de 1944. Através do destemido Através dos esforços de suas tropas, muitos aviadores dos Estados Unidos foram resgatados e devolvidos em segurança ao controle amigo. O General Mihailovich e as suas forças, embora sem abastecimentos adequados e lutando sob dificuldades extremas, contribuíram materialmente para a causa Aliada e foram fundamentais na obtenção de uma vitória final Aliada.

—Harry S. Truman, 29 de março de 1948
A tragédia final de Draza Mihailovic não pode apagar a memória da sua luta heróica e muitas vezes solitária contra as tiranias gémeas que afligiram o seu povo, o nazismo e o comunismo. Ele sabia que o totalitarismo, qualquer que seja o nome que assuma, é a morte da liberdade. Tornou-se assim um símbolo de resistência para todos aqueles em todo o mundo que tiveram de travar uma luta heróica e solitária semelhante contra o totalitarismo. Mihailovic pertencia à Iugoslávia; o seu espírito pertence agora a todos aqueles que estão dispostos a lutar pela liberdade.

—Ronald Reagan, 8 de setembro de 1979
Monumentos a Draža Mihailović existem em Ravna Gora (1992), Ivanjica, Lapovo, Subjel, Višegrad e dentro de cemitérios na América do Norte. Na Republika Srpska, ruas e praças com seu nome são muito comuns (Sarajevo Oriental, Bijeljina, etc.)  A partir de 2019, uma rua em Kragujevac recebeu o seu nome. Várias placas memoriais foram colocadas em Ravna Gora, numa delas está escrito: "Nunca esqueceremos Čiča Draža - seus filhos, seus jovens Chetniks da Sérvia"